# Simion Silaghi Zugravu

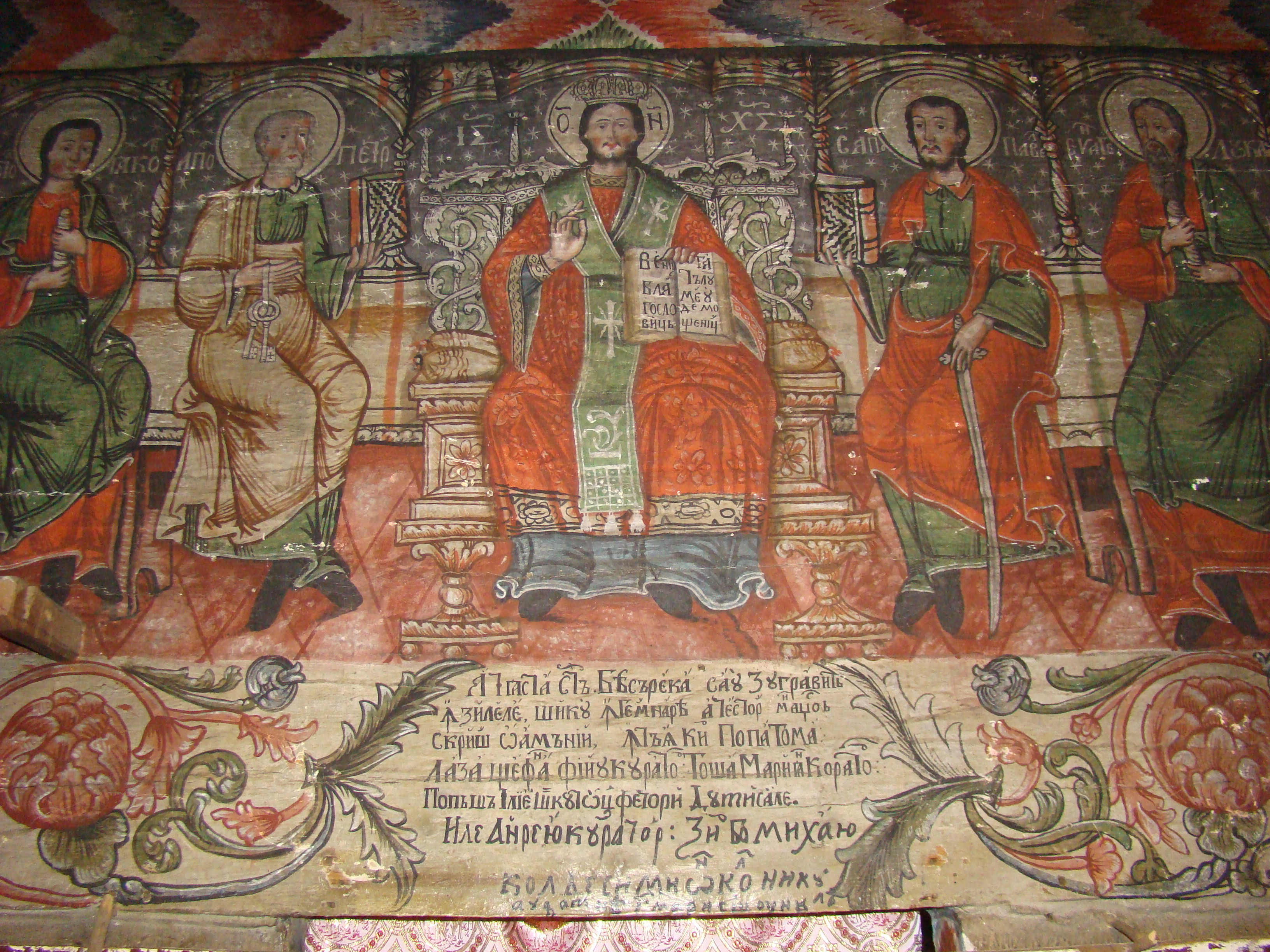
Biserica de lemn din Bica: Iisus arhiereu

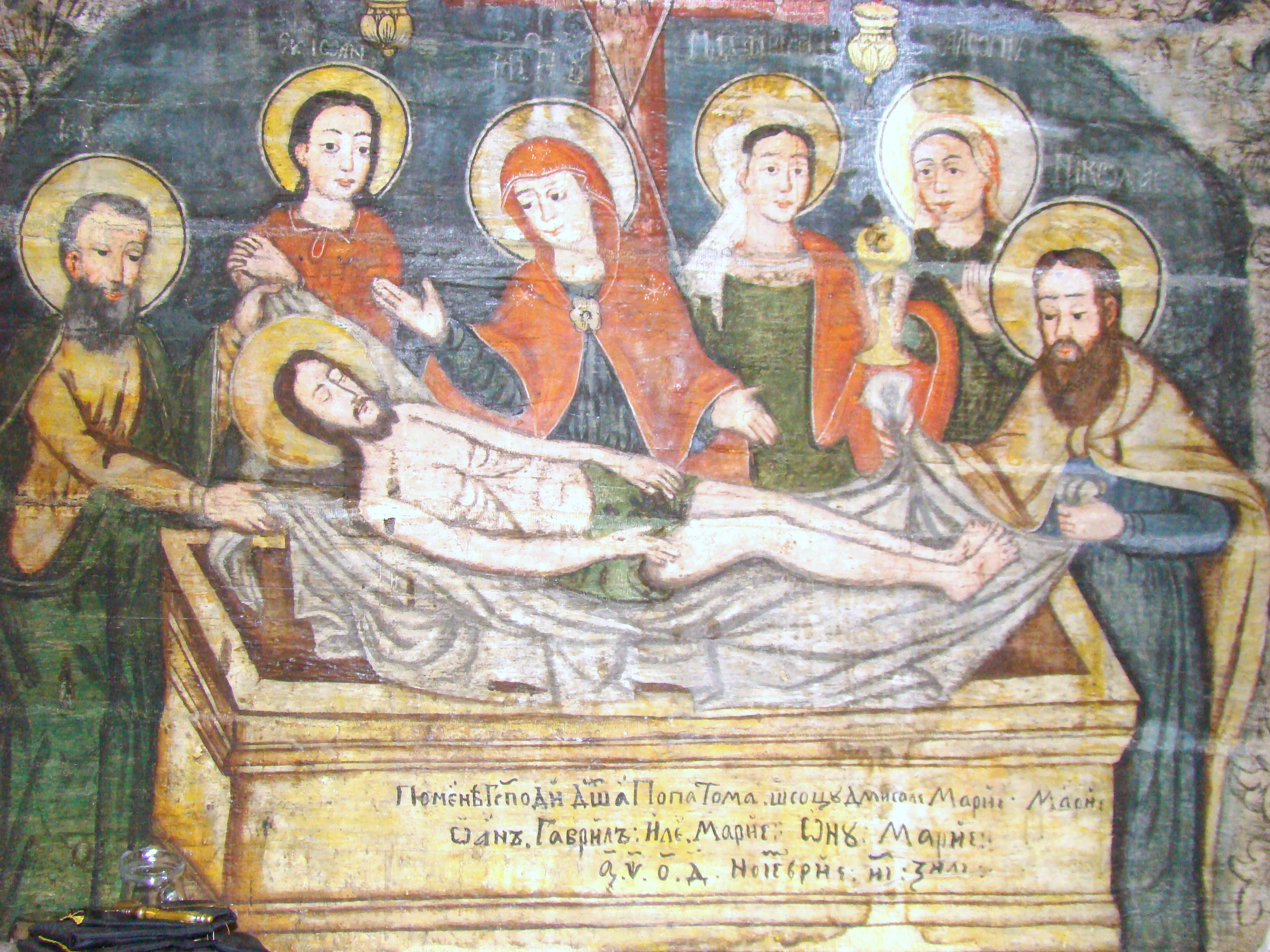
Biserica de lemn din Bica: Punerea în mormânt

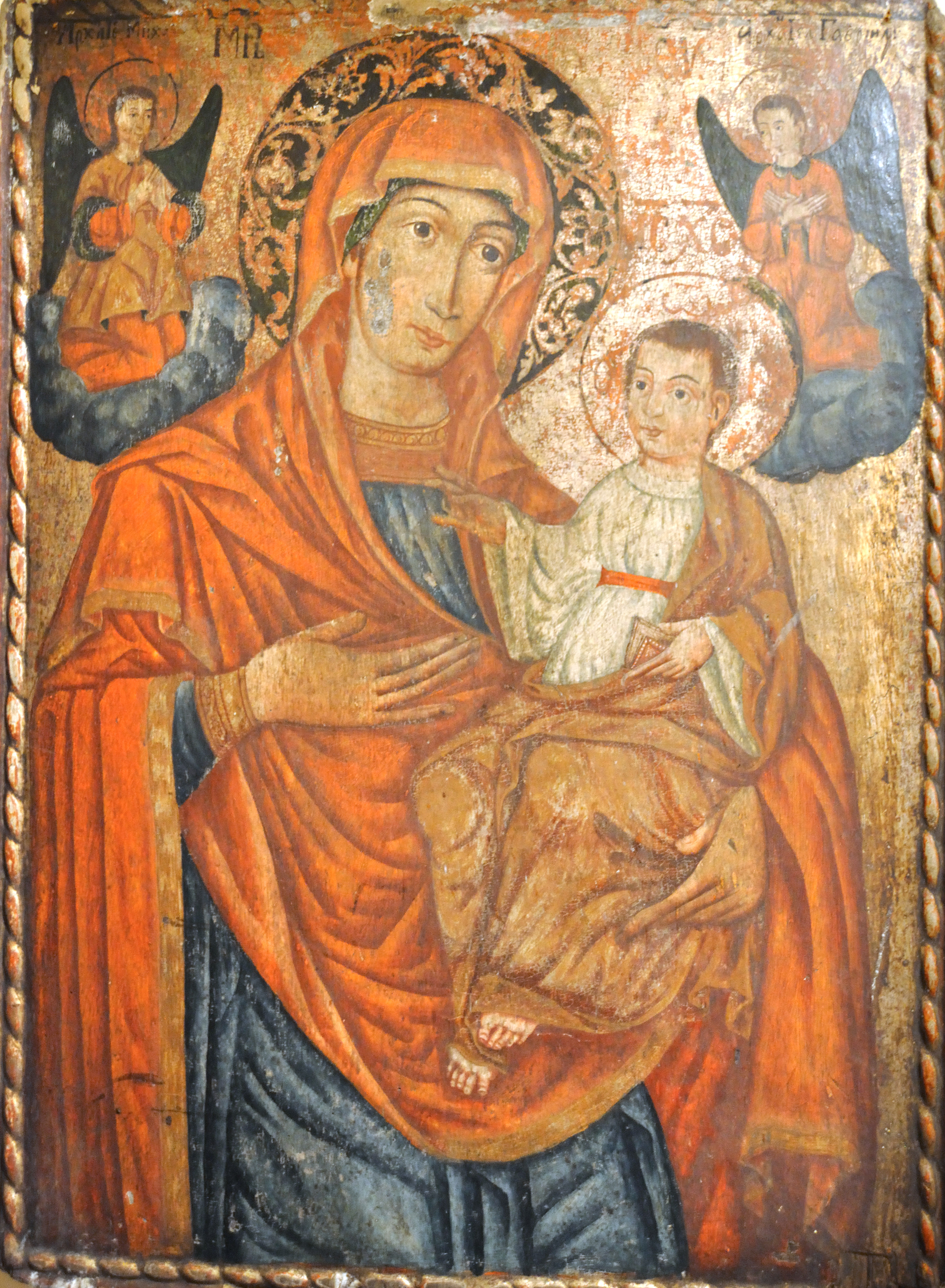
Maica Domnului cu Pruncul, icoană pictată de Simion Silaghi zugravu în 1774 pentru biserica de lemn „Sfinții Arhangheli” din Păniceni

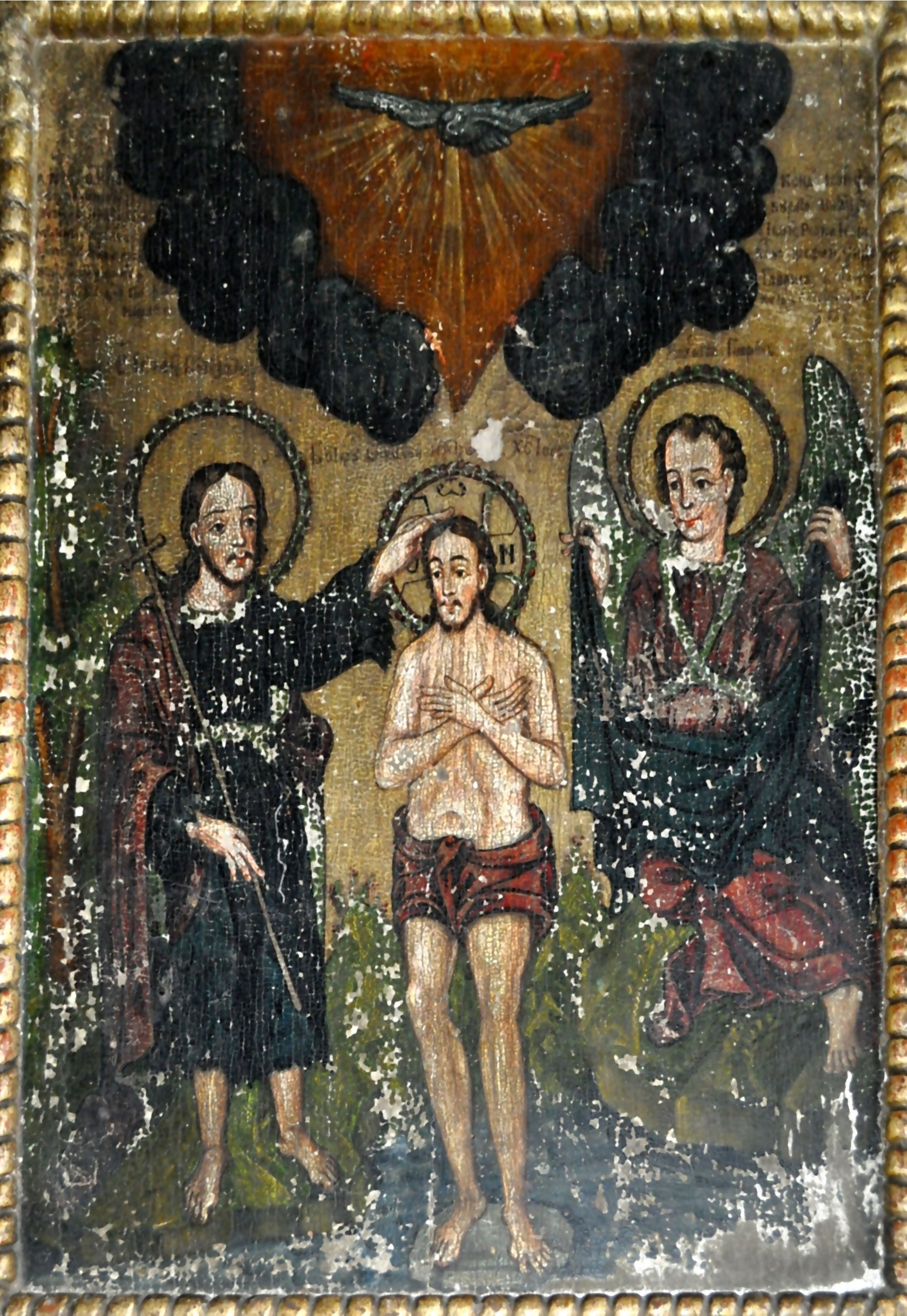
Botezul Domnului, icoană pictată de Simion Silaghi zugravu în 1776 pentru biserica de lemn din Mănăstireni

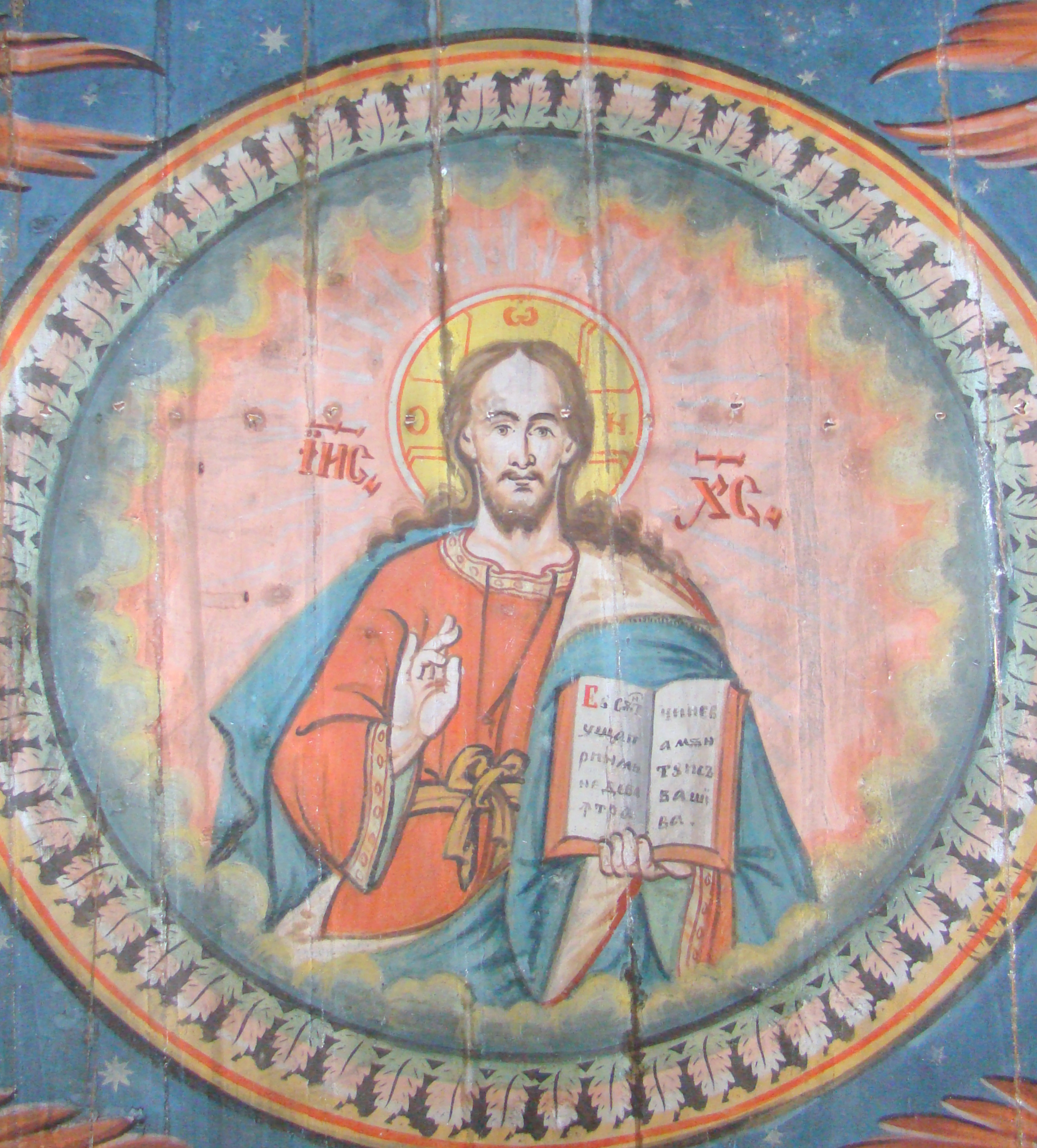
Biserica de lemn din Birtin: Iisus Pantocrator

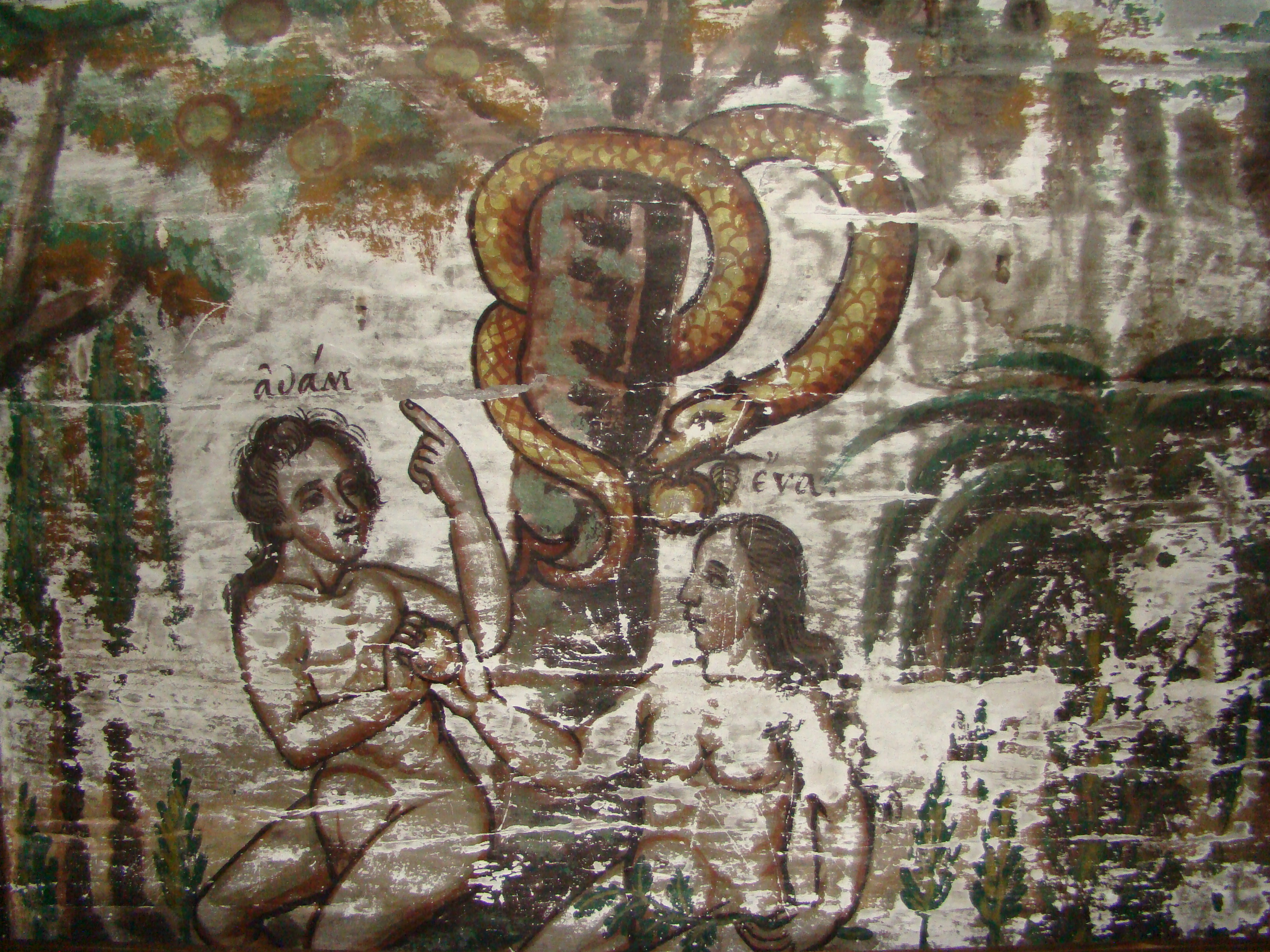
Biserica de lemn din Căraci: Căderea în păcat

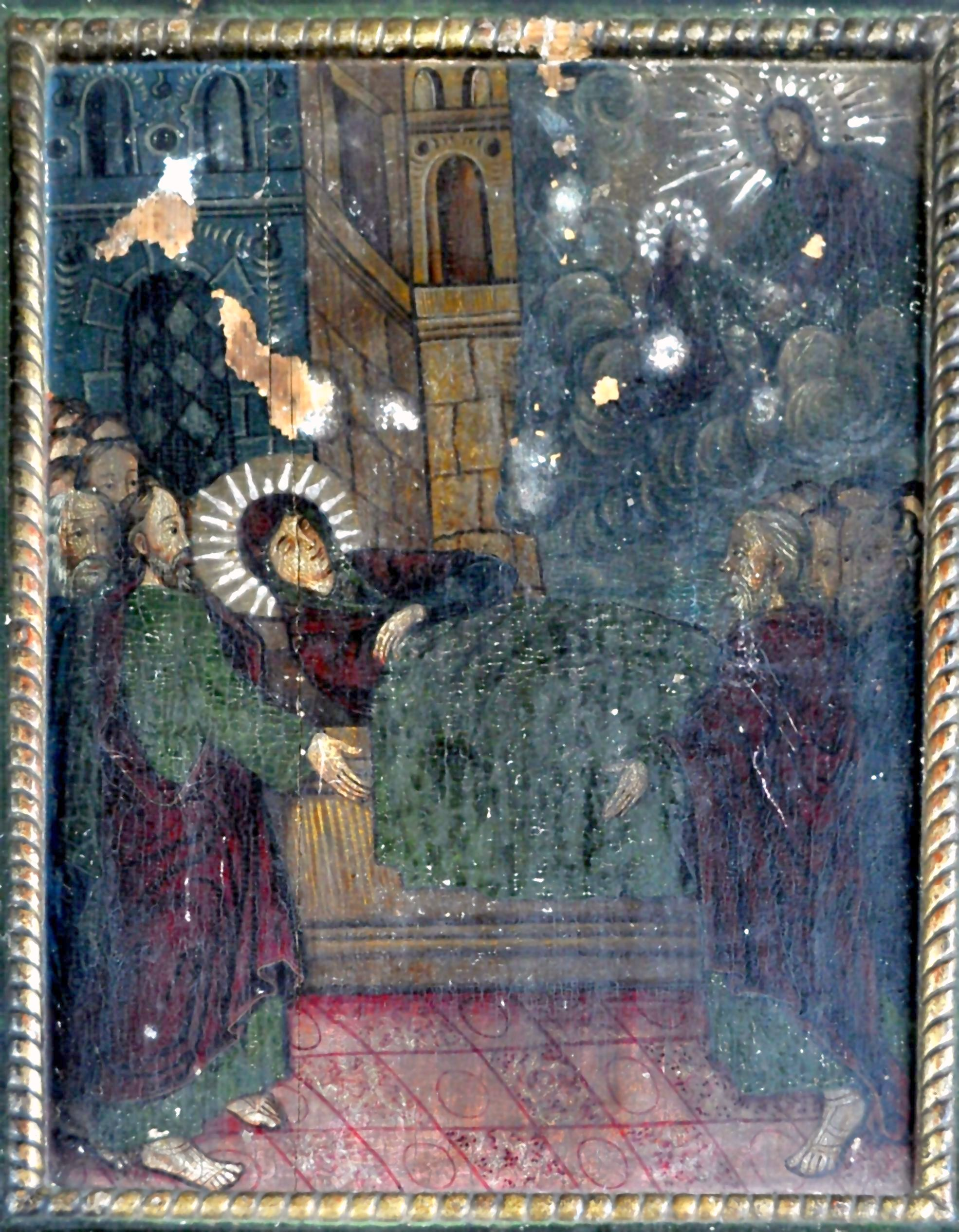
Adormirea Maicii Domnului, icoană pictată de Simion Silaghi zugravu în 1776 pentru biserica de lemn din Mănăstireni

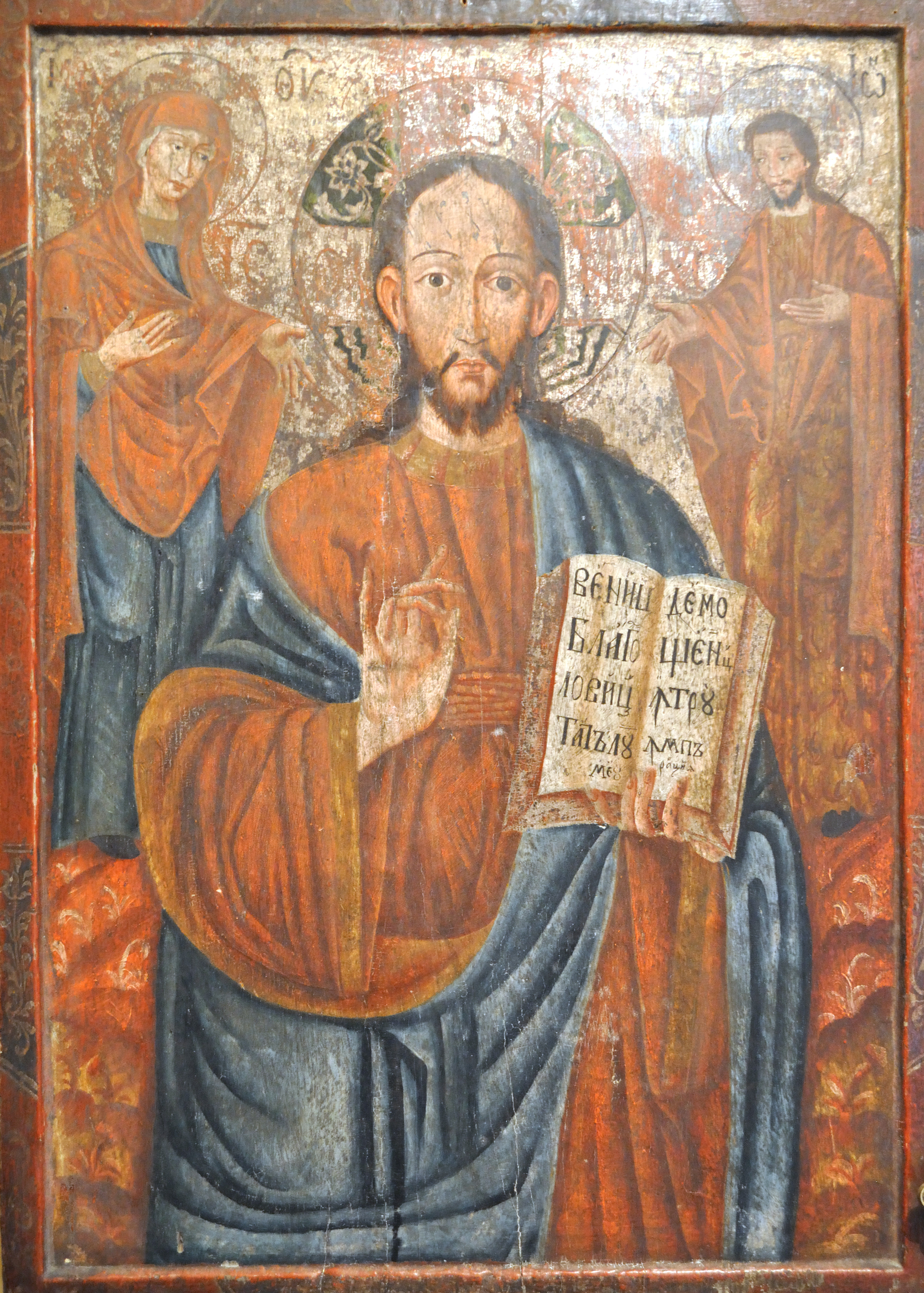
Deisis, icoană pictată de Simion Silaghi zugravu în 1774 pentru biserica de lemn „Sfinții Arhangheli” din Păniceni

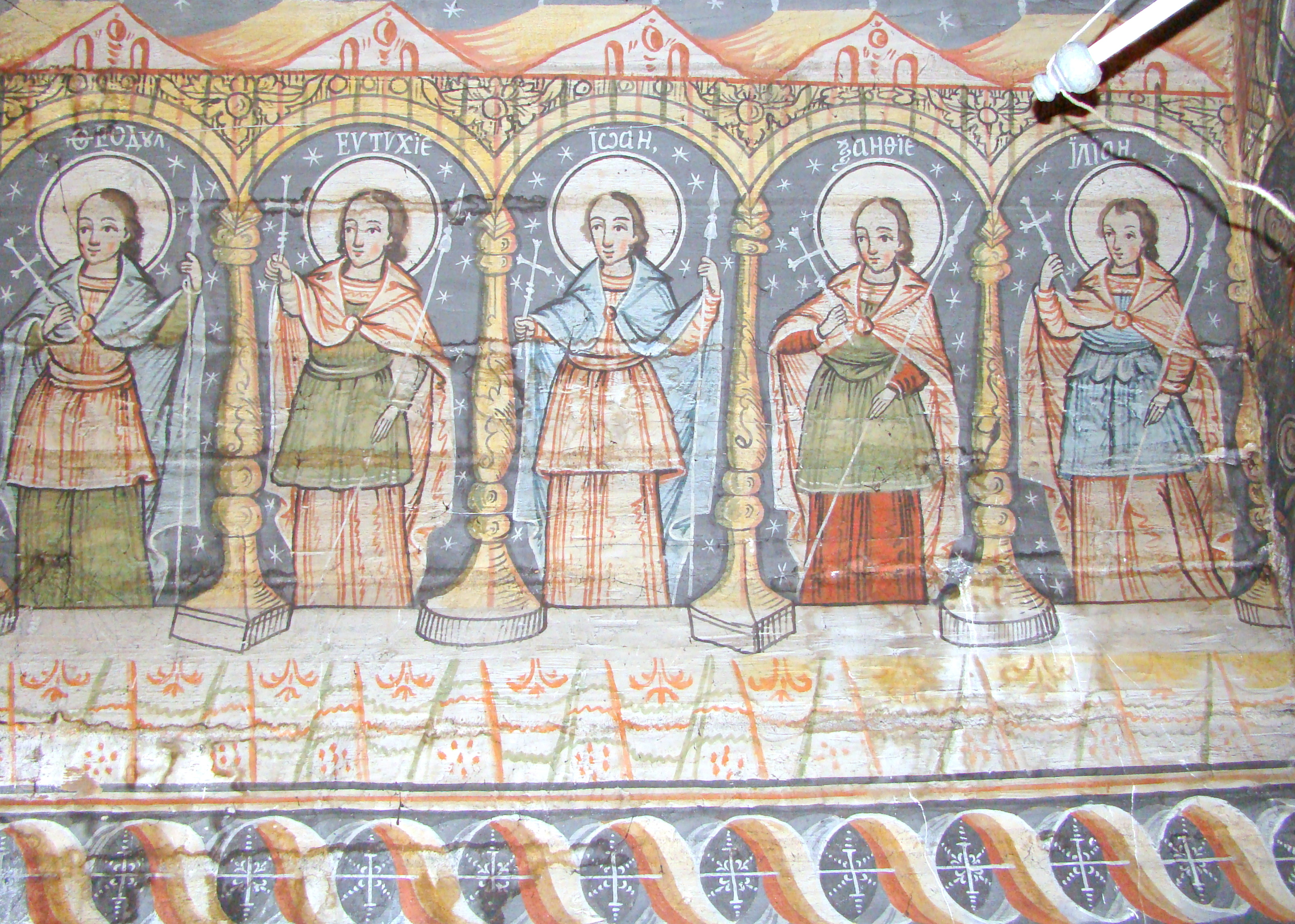
Biserica de lemn din Goiești: detaliu din friza Sfinților Mucenici

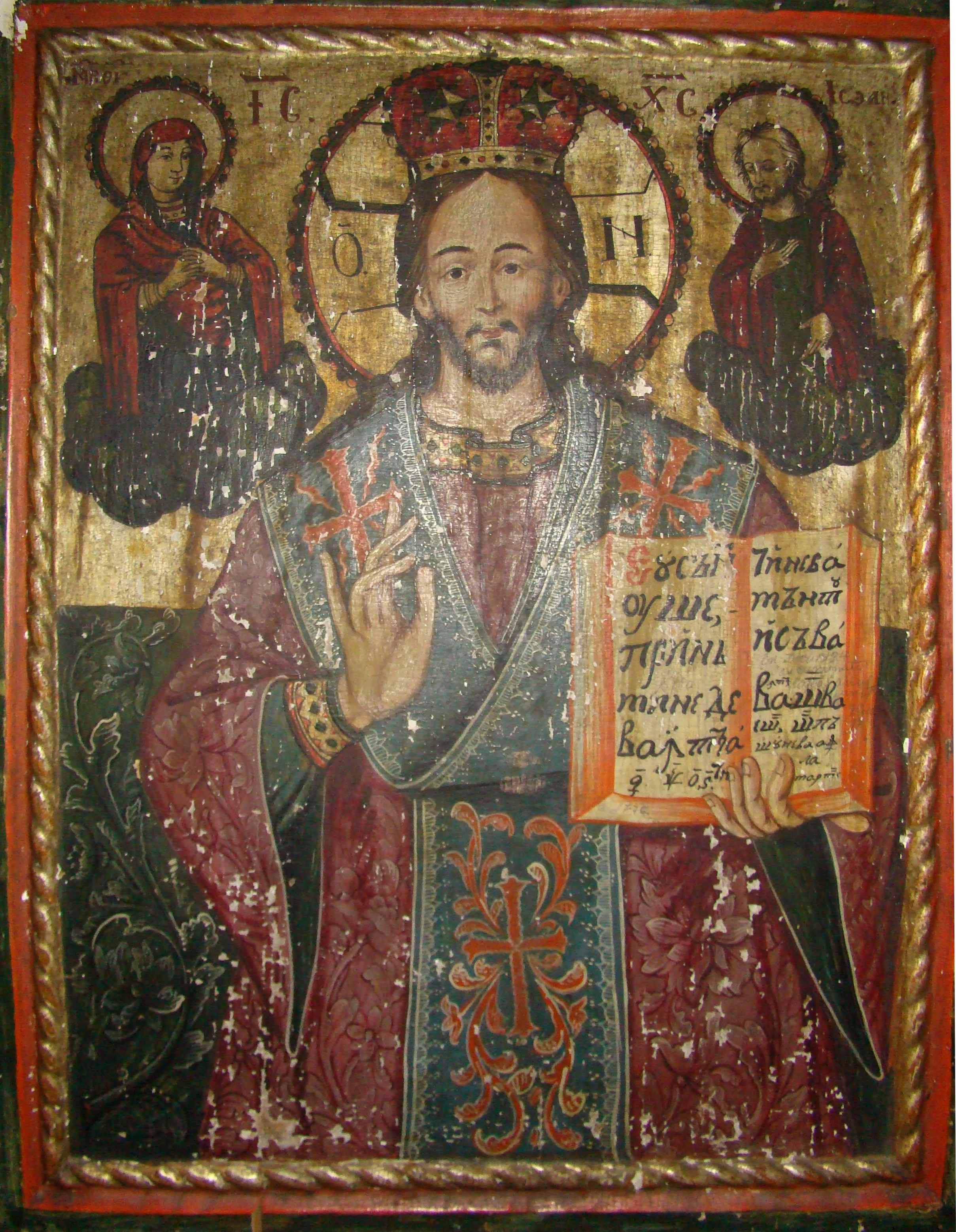
Iisus binecuvântând, icoană pictată de Simion Silaghi zugravu pentru biserica de lemn din Bica

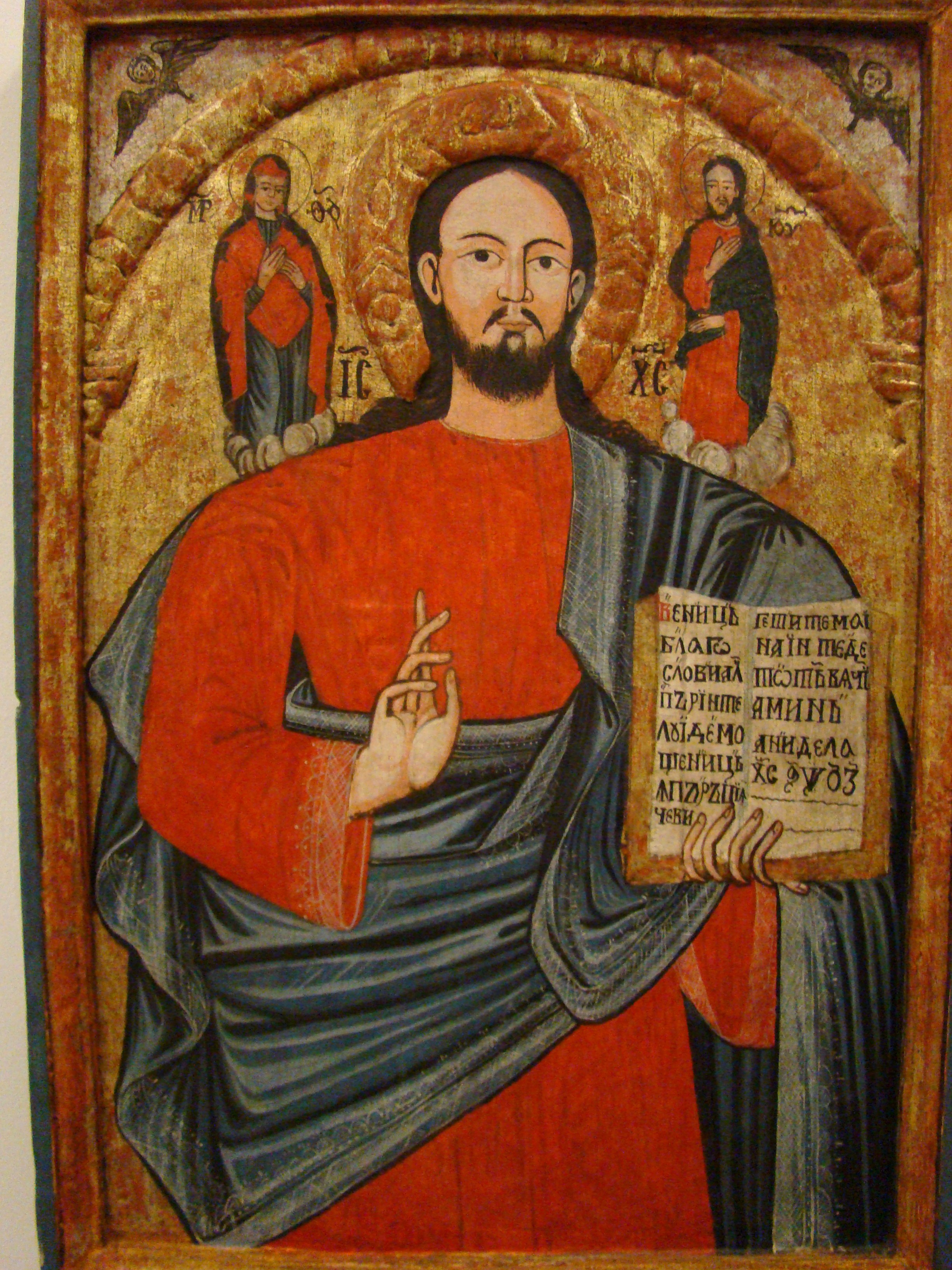
Deisis

Simion Silaghi Zugravu (sau Simion Silaghi-Sãlãjeanu) a fost un renumit pictor muralist și pictor de icoane pe lemn care a activat în Transilvania timp de peste șase decenii, în a doua parte a secolului al XVIII-lea și prima jumătate a secolului al XIX-lea.

## Viața și activitatea
În călătoriile sale de cunoaștere etnografică și cultură a Ardealului de la începutul secolului al XX-lea, Nicolae Iorga a evocat, între primii, figura unui mare și vestit pictor de biserici și de icoane Simeon Silaghi Zugravu, stârnind preocupările similare ale unui istoric ardelean, Ștefan Meteș, un lot atât de pasionat descoperitor al raporturilor culturale complexe între provinciile românești desprinse pe atunci prin frontiere din uniunea pe care organic o constituiau.
Impresionanta sa operă artistică a făcut obiectul unui mare număr de identificări si atribuiri de icoane, de comentarii mai mult sau mai puțin aplicate, pe care le datorăm unor nume consacrate în cercetările de istorie a artei: Ioan Lupaș, Coriolan Petranu, din nou Ștefan Meteș, Ioana Cristache-Panait, Marius Porumb, Ioan Godea, Gelu Hărdălău, Lucia Rondoleanu, fără ce cineva să-i fi studiat în perspectivă monografică contribuțiile pe care le-a avut la dezvoltarea picturii religioase în Transilvania.
Acest însemnat pictor muralist și pictor de icoane pe lemn a împodobit cu talentul său veritabil aproape treizeci de biserici de lemn sau de zid din Munții Apuseni, Zarand, Banat, Bihor, Sălaj, de pe văile Someșului și Mureșului, lucrând, vreme de șase decenii, ultimele trei din secolul al XVIII-lea și primele trei din cel următor, într-o perioadă de vârf a luptei românilor din Transilvania, cu o dăruire de urmaș al celor ce puseseră bazele iluminismului românesc.
Pictorul s-a nãscut într-o localitate necunoscutã din zona Sãlajului, fãcând parte dintr-o familie de oameni înstãriți. La începutul deceniului al optulea din secolul al XVIII-lea, ajunge în cetatea Clujului, unde își face ucenicia artisticã pe lângã unul dintre pictorii locali. 
Deplin conștient de rolul artelor vizuale ale timpului său în formarea conștiințelor identitare, probabil facând parte dintr-o dinastie de cărturari de țară sau cu ajutorul uneia din cele două biserici românești, s-a format în mediile artistice clujene, unde arta barocă pătrunsese puternic încă de pe la începutul secolului al XVIII-lea. Aceste elemente de influență artistică occidentală, adoptate programatic de biserica greco-catolică din Ardeal, dar receptate într-o anumită măsură și de cea ortodoxă, constând din împrumutul unor forme și modalități de dispunere spațiala a acestora, a tehnicilor decorative noi, a unor structuri compoziționale specifice acestui stil vin în lucrările lui într-un fecund contact cu elementele de tradiție picturala autohtonă și generează lucrări de mare valoare artistică. În bisericile în care a lucrat întâlnea la tot pasul arta înaintașilor săi iconari, pe care nu numai că nu o desconsideră, dar în cel mai pur caracter popular, o preia și o îmbogătește în propriile-i creații. Se asociază cu meșteri formați în spiritul tradiției picturale postbizantine, precum Gheorghe Iacov din Cacova Aiudului și Dimitrie Dimitriu din București și formează, la rândul său, ucenici ce vor deveni vredinci urmași ai artei lui, în ceea ce s-ar putea numi școala de pictură de la Abrud.
În zonele Călatei, Gilăului, Hășdatelor și Clujului, Simeon Silaghi a lucrat intens în prima sa perioadă de activitate. Astfel, la biserica de lemn din Dretea, comuna Mănăstireni, a lăsat un Deisis, din 1773, semnat Zugravu Simeon Silaghi, și “ucenic Andras din Cluj ”, iar în satul vecin, Bica, realiza pictura murală a altarului și a naosului, la nouă ani după edificarea actualei biserici, lăsându-și semnătura în proscomidie: Pomeni gospodi Popa Toma și soțu dumisale Marie: Marie, Oană, Găvrilă, Ilie, Marie, Onu, Marie; 1774, noiemvrie 18 zile. Inscripția de deasupra ușilor împărătești, menționată anterior, este de aceeași mână. În absida altarului astăzi abia mai pot fi deslușite urmele unei reprezentări ample a Sfintei Treimi și scena Punerii în mormânt,  la proscomidie. În naos, în registrul median, sus pe boltă, trei tablouri dintre cele mai bine păstrate, Cel Bătrân de Zile, Iisus Pantocrator și Duhul Sfânt, urmate în registrele descendente, spre nord și sud, de frize ale proorocilor, toate în medalioane egale, succesive, cu chipurile reprezentate în bust ale proorocilor, destul de bine individualizați portretistic. Deasupra celor doi pereți laterali, pe poalele bolții semicilindrice, în ordinea indicată de Erminii, scene din viața și patimile Mântuitorului, bine structurate compozițional, cu și mai agresive pătrunderi de elemente baroce, decât în lucrările cu caracter pur iconografic, explicabile la un pictor abia ieșit din ucenicia clujeană. Cea mai mare atenție a acordat-o pictării tâmplei și ușilor împărătești, bine prezentate în încercarea monografică a cercetărilor D. Mândru si A. Dobjanschi.
Probabil din 1774 sau 1775 sunt și cele două icoane din Păniceni, Maica Domnului cu Pruncul și Deisis (Rugăciunea), păstrate pe tâmplă ca icoane impărătești, ce i-au fost atribuite tocmai datorită unor elemente de stil în care se observă fecunda conlucrare a celor două influențe, oriental-postbizantină și occidental barocă, ce-i caracterizează primele decenii de creație.
În 1776 a pictat, probabil, pentru biserica de lemn din Mănăstireni mai multe icoane: Adormirea Maicii Domnului, Soborul Sfinților Arhangheli, Botezul Domnului și Schimbarea la Față, lucrate de data aceasta nu în “atelierul” său din Cluj cum bănuim că a realizat zeci de alte asemenea opere, ci în sat, creații la care specialiștii au putut observa aceleași penetrante infuențe în strucuturarea tablourilor, cu reținerea unor elemente baroce de peisaj și o concentrare spre redarea anatomică din ce în ce mai evidentă a corpului uman, fără renunțarea totală la stilizările postbizantine.
Cu toate că icoana Botezul Domnului, una dintre cele mai reușite, purta o amplă și atât de concludentă inscripție de donator, referitoare și la celelalte, pictorul nu și-a consemnat numele: ”Aceste sfinte 4 icoane s-au făcut în zilele acestor oameni scriși, din cheltuiala eclejii și s-au făcut în casa lui Comdor Ioan, ficurator Groză Ioan, Roca Ioan, Colde Ștefan, Zirbo Gavrilă, împreună cu toti sătenii. An 1776”.
Odatã cu stabilirea sa în zona Munților Apuseni, la Abrud, pictorul va activa mai mult în aceastã zonã, unde va primi o serie de
comenzi de picturã muralã și icoane. În primele decenii ale secolului al XIX-lea va picta la biserici de pe Valea Arieșului și de pe cea a Mureșului, colaborând cu Gavril Silaghi (probabil fiul sãu), cu Dimitrie Dimitriu din București și cu Anton Simion din Cluj.
La 19 aprilie 1783 Simion Zugravul data o icoană împărătească, marcând, poate, momentul final al lucrărilor la biserica de zid cu hramul "Buna Vestire", a grecilor, din Alba-Iulia. Tot acolo a fost instalat și un impresionant iconostas zugrăvit de echipa lui Simion Silaghi.
Din bogata sa activitate în zona Apusenilor s-a mai păstrat pictura murală sau icoanele realizate pentru bisericile de lemn din Goiești (1791), Lăzești (unde lucrează în perioade diferite: 1792, respectiv 1817), Gârda de Sus (1804), Biserica din Ciungi (în care a fost botezat în 1824 Avram Iancu). sau Biharia, Alba.
Frumosul ansamblu mural pe care-l executã în anul 1808 la biserica din Furcșoara, împreunã cu Gavril Silaghi, reliefeazã cunoștințele tehnice acumulate, dublate de mult talent în realizarea compozițiilor ce impresioneazã prin acuratețea programului iconografic, printr-o reușitã îmbinare între detaliu și narațiune și printr-o varietate de portrete deosebit de expresive.
Dupã douã decenii, o mãrturie a prezenței sale în zona Bradului este ansamblul mural de la biserica din Birtin. Lãcașul de cult, construit în ultimul deceniu al secolului al XVII-lea, primește un al doilea strat de picturã în prima jumãtate a secolului al XIX-lea, realizat de Simion Silaghi și Mihai Borșoș în anul 1829. Acest lucru îl aflãm din textul pisaniei pãstrat în naos: „În zilele prea înãlțatului împãrat Franțiscus I, episcop Ardealului Vasile Moga, protopop Tobie Perian, parohul locului Iosif Morariu, s-au zugrãvit aceastã sfântã bisericã cu toatã cheltuiala cinstitului popor la anul domnului 1829 prin M. Borșoș și Simion Silaghi“.
La un interval de un deceniu, la biserica din Cãraci, sat situat în apropiere de Țebea, Simion Silaghi, împreunã cu zugravul Dimitrie din Țara Româneascã, va realiza un valoros ansamblu mural. Lãcașul de cult, construit în cursul deceniului șase al secolului al XVIII-lea, pãstreazã parțial pictura ce poartã, din pãcate, semnele necruțãtoare ale timpului. În inscripția existentã în pronaos se menționeazã: „S-au zugrãvit aceastã sfântã bisericã în zilele prea înãlțatului împãrat Ferdinand I, episcop al Ardealului de legea rãsãriteanã, Vasile Moga, protopop și /…/ asesor Iosif Bașa, parohul locului Ioan Clej, cu cheltuiala obștii de zugravu Silaghi Simon și cu Dimitrie din Țara Româneascã
la anii Domnului 1842“.
La scurtã vreme de la realizarea ansamblului mural de la Cãraci, Simion Silaghi va picta, la bisericile din Tomnatecul de Jos și Tomnatecul de Sus, douã valoroase ansambluri murale. Biserica din Tomnatecul de Jos, reconstruitã în deceniul patru al secolului al XIX-lea, va primi în anul 1845 pictura muralã. Pisania ce se afla pe latura de sud a altarului avea menționat: „S-au zugrãvit acest sfânt altariu și fruntariu în zilele înãlțatului împãrat Ferdinand I, episcop al Ardealului de legea rãsãriteanã Vasile Moga și protopop eparhiei aceștia Iosif Bașa, paroh locului Nicolae Toma și un binefãcãtor de la Vidra de Sus, Gligorie Costan /…/ la anul Domnului 1845 august 15 zile“. Pe peretele de nord, a fost consemnat printre altele: „… s-au zugrãvit de Silaghi de la Abrud cu fiii /…/ Isidor și Adamovici, Isir și Marc, Iogi de la Cluj, la anul 1845“.
La Tomnatecul de Sus, biserica a fost construitã în anul 1805, iar în 1807 a primit primul strat de picturã. Dupã patru decenii, în anul 1848, lãcașul de cult a fost din nou pictat. Pisania din altar confirmã acest lucru: „În zilele înãlțatului împãrat Ferdinand, cinstit episcop de legea rãsãriteanã Andrei Șaguna, protopopul locului Iosif Bașa, paroh Ioan Draia, cu cheltuiala obștii satului, s-au zugrãvit aceastã sfântã bisericã de zugravul Silagescu Simeoan de la Abrud Banea și Moțoc Caroli de la Brad, la anul Domnului 1848“.
Cele peste 100 de creații iconografice, ce i-au fost sau i-ar putea fi atribuite acestui prolific creator, i-au adus lui Simeon Silaghi un renume și o faimă atât de mare încât solicitările îi veneau din toate părțile chiar la o vârstă înaintată de peste 80 de ani.

## Galerie de imagini

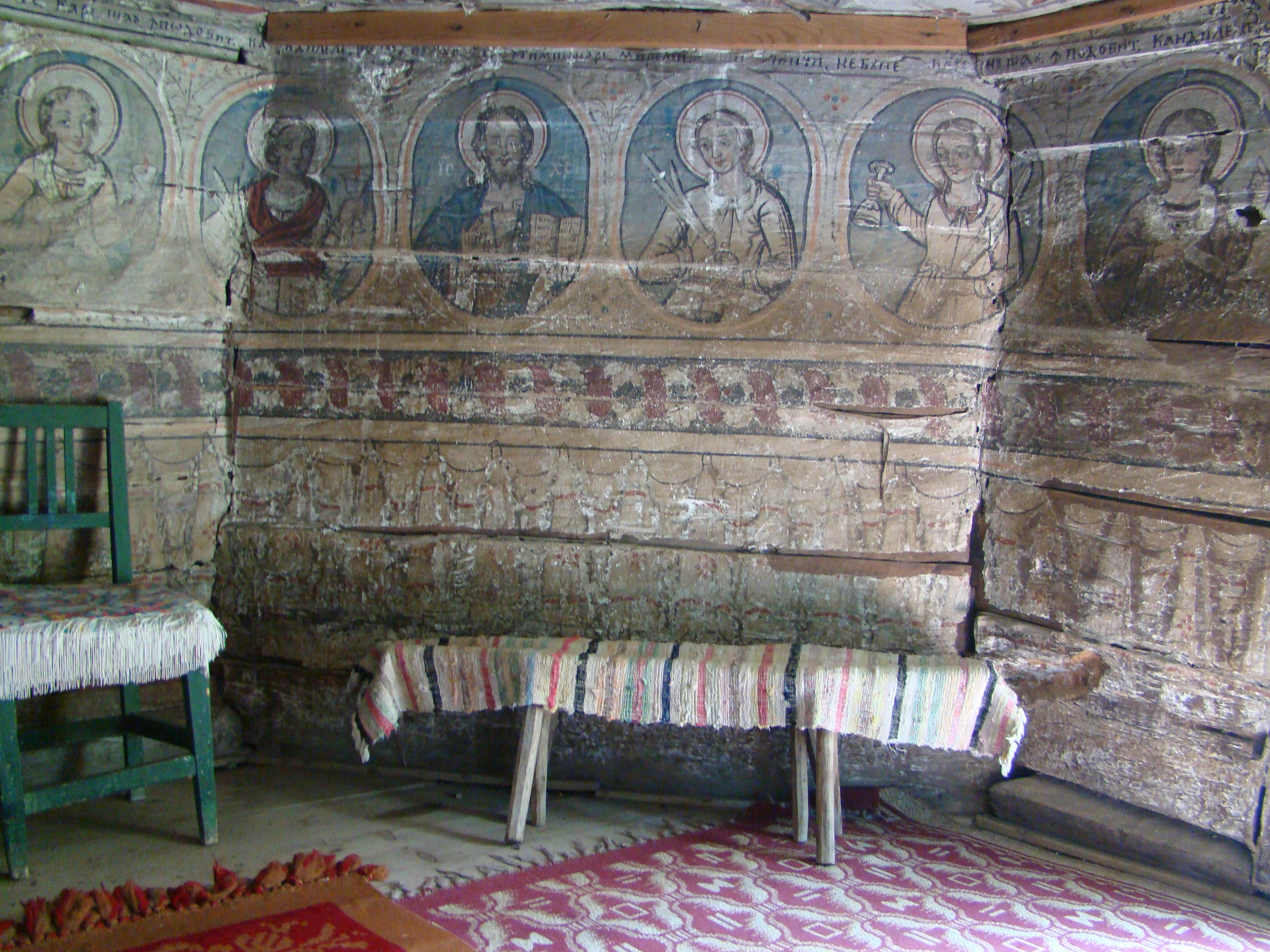
Biserica de lemn din Furcșoara: Pilda celor zece fecioare
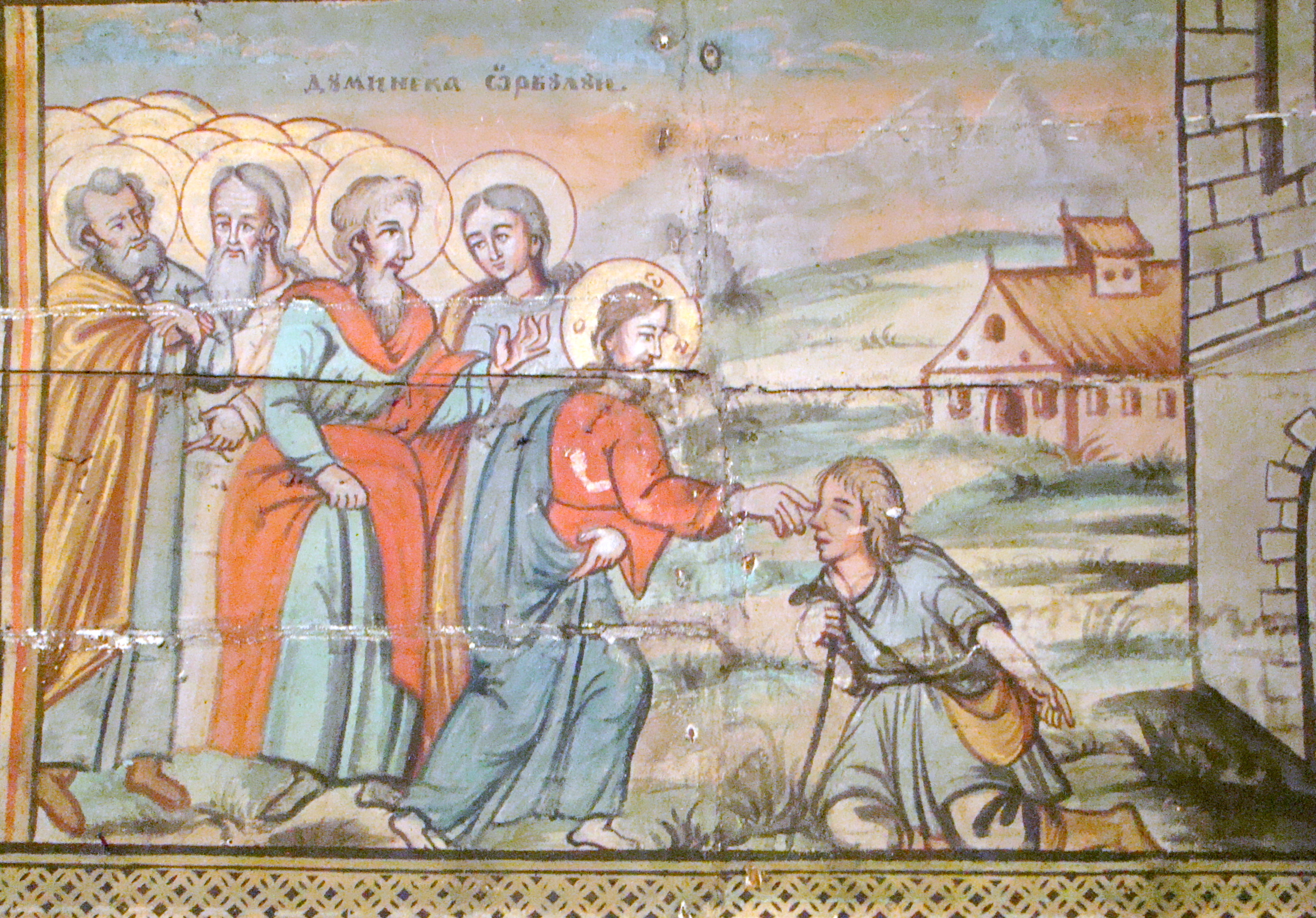
Biserica de lemn din Birtin: Duminica orbului
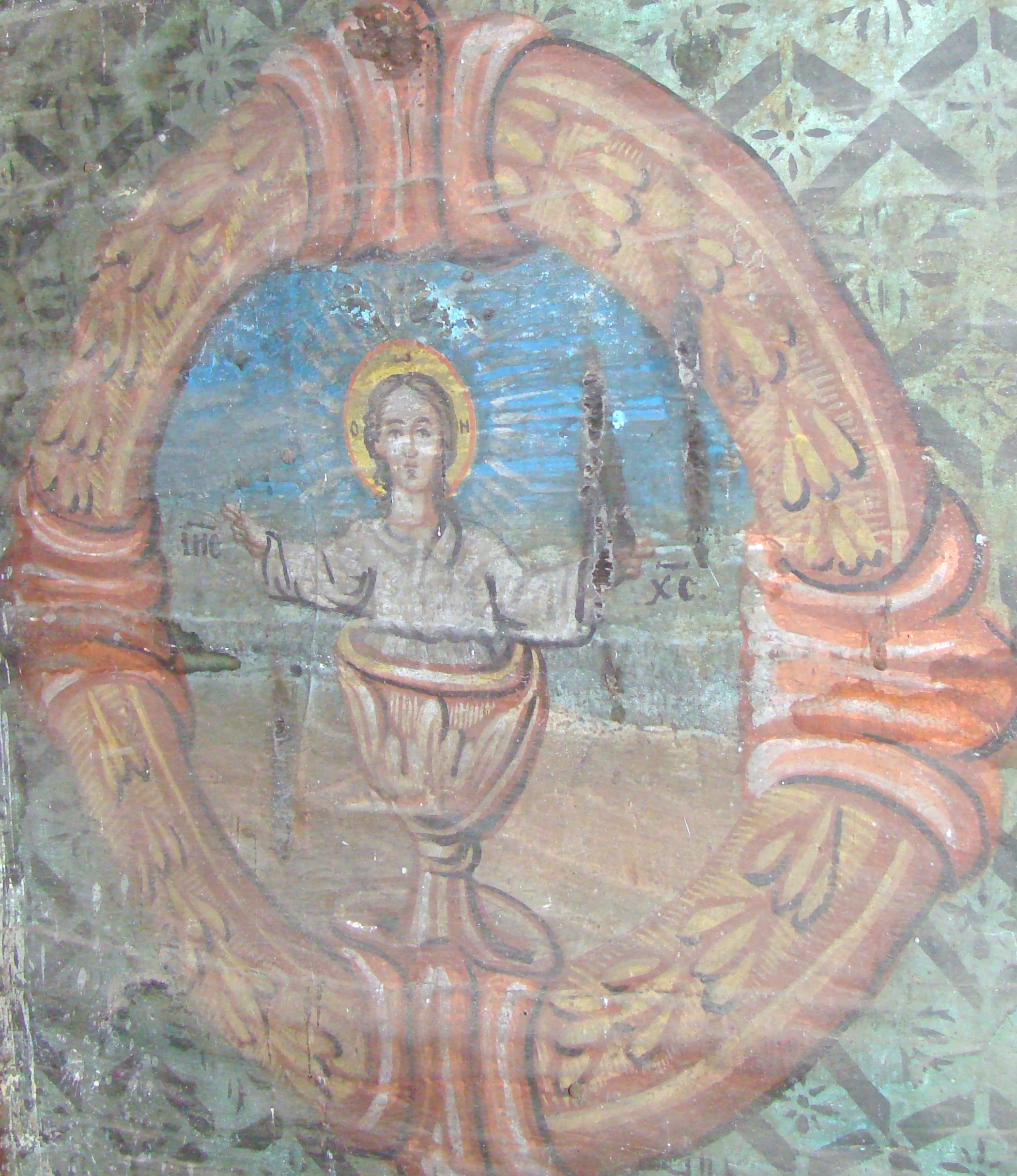
Biserica de lemn din Birtin: „Isus – Pâinea Vieții“
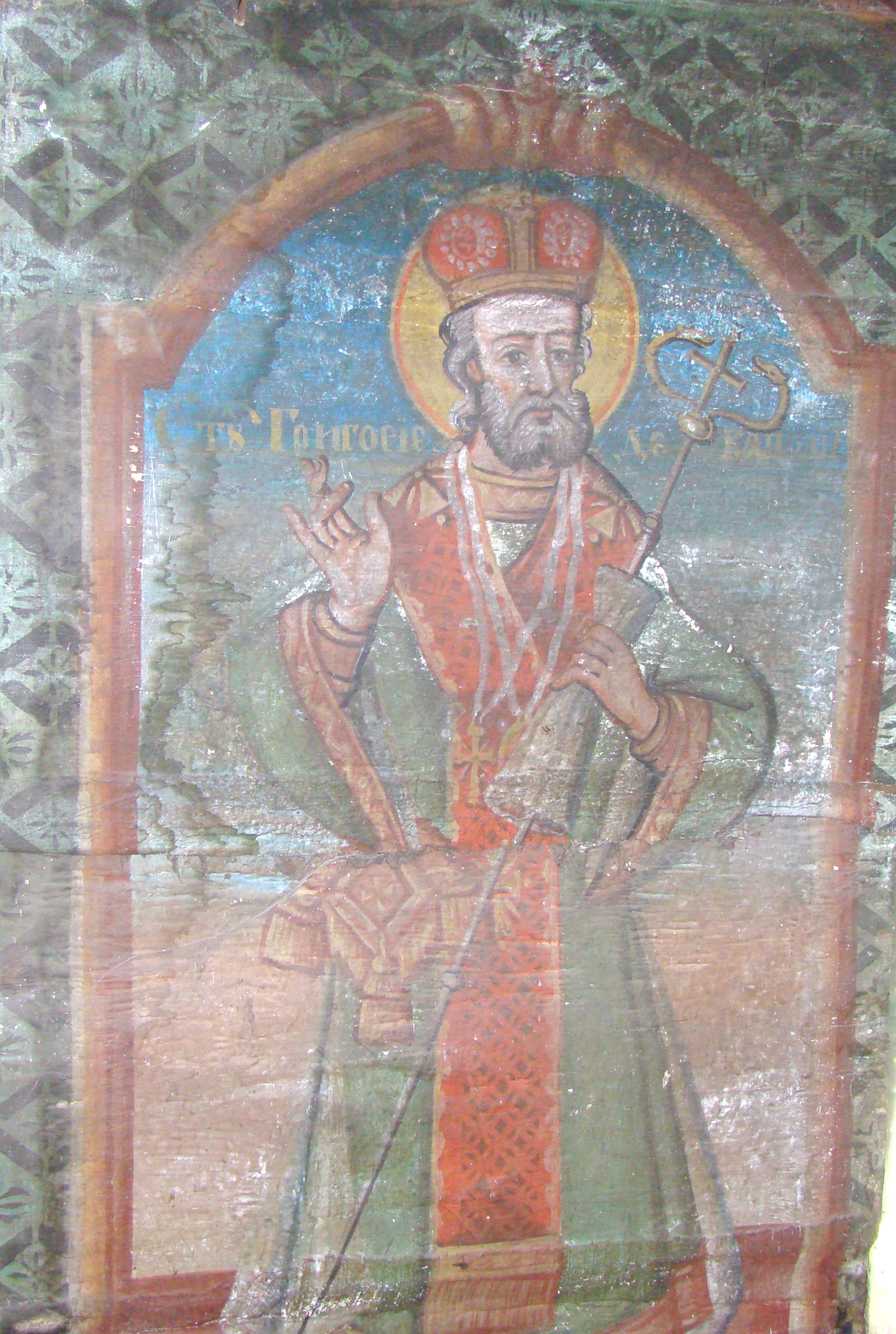
Biserica de lemn din Birtin: Sfinții Ierarhi
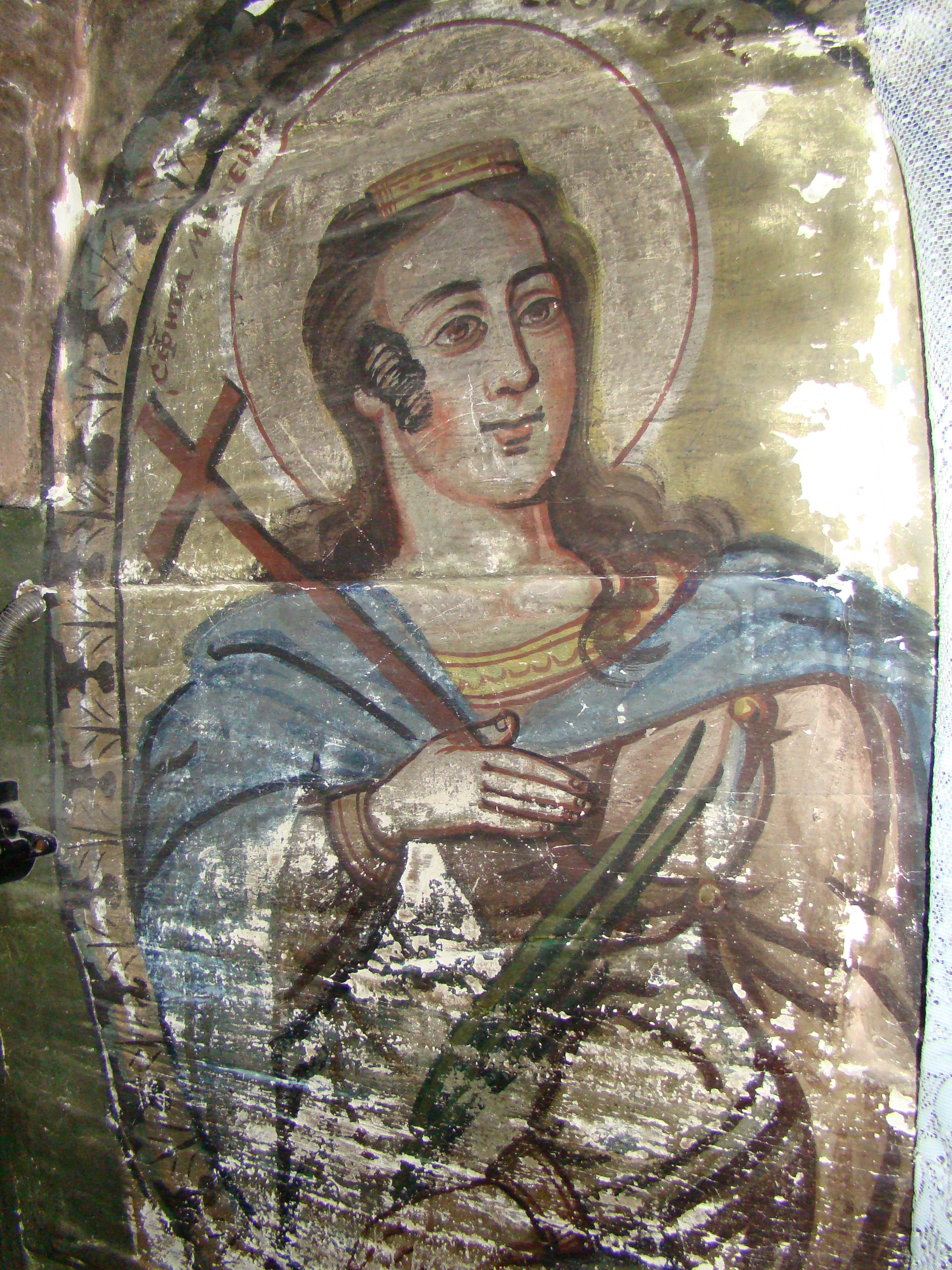
Biserica de lemn din Căraci: Sfinte Mucenițe
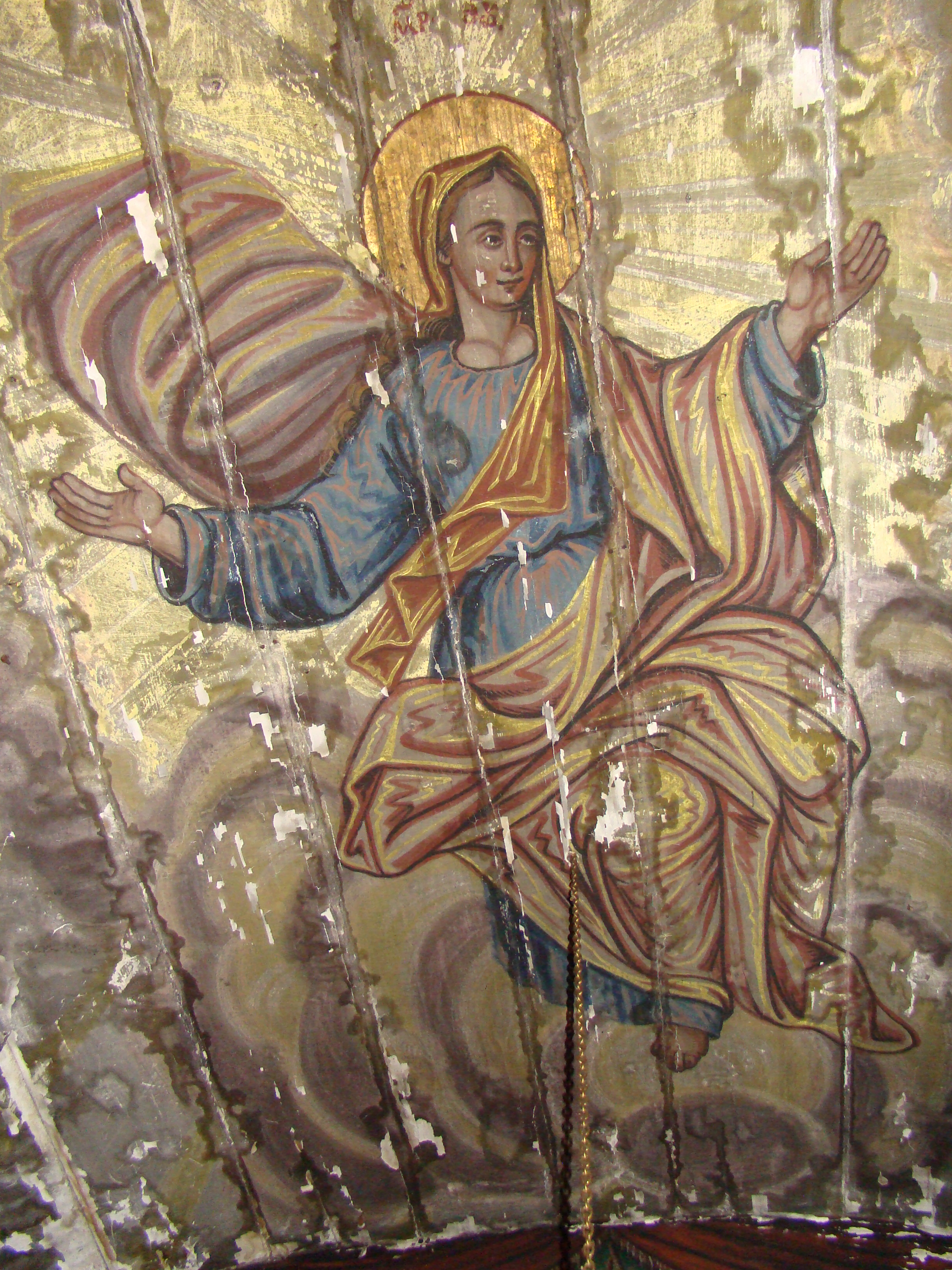
Biserica de lemn din Căraci: Maria Orantă
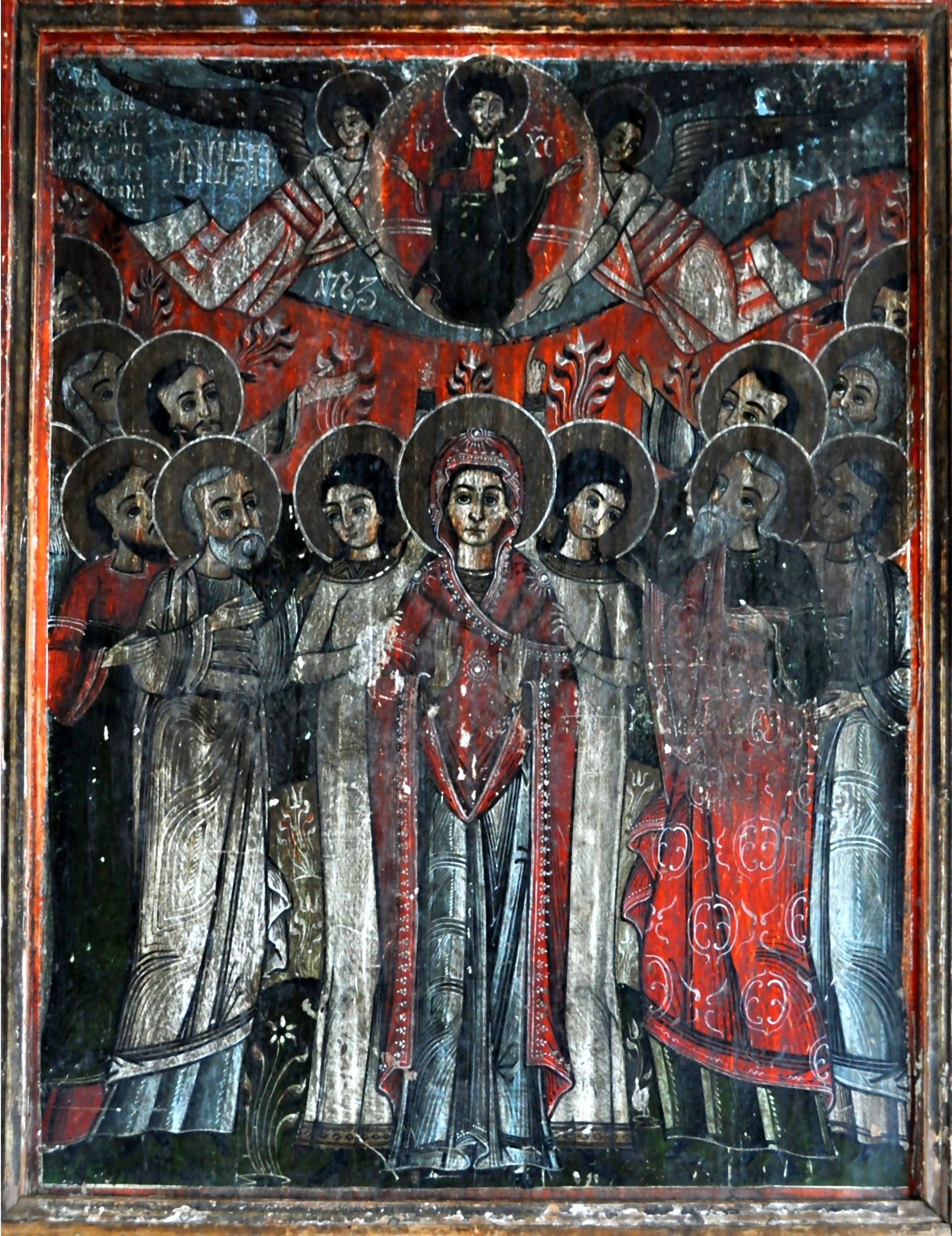
Soborul Maicii Domnului, icoană pictată de Simion Silaghi zugravu în 1776 pentru biserica de lemn din Mănăstireni
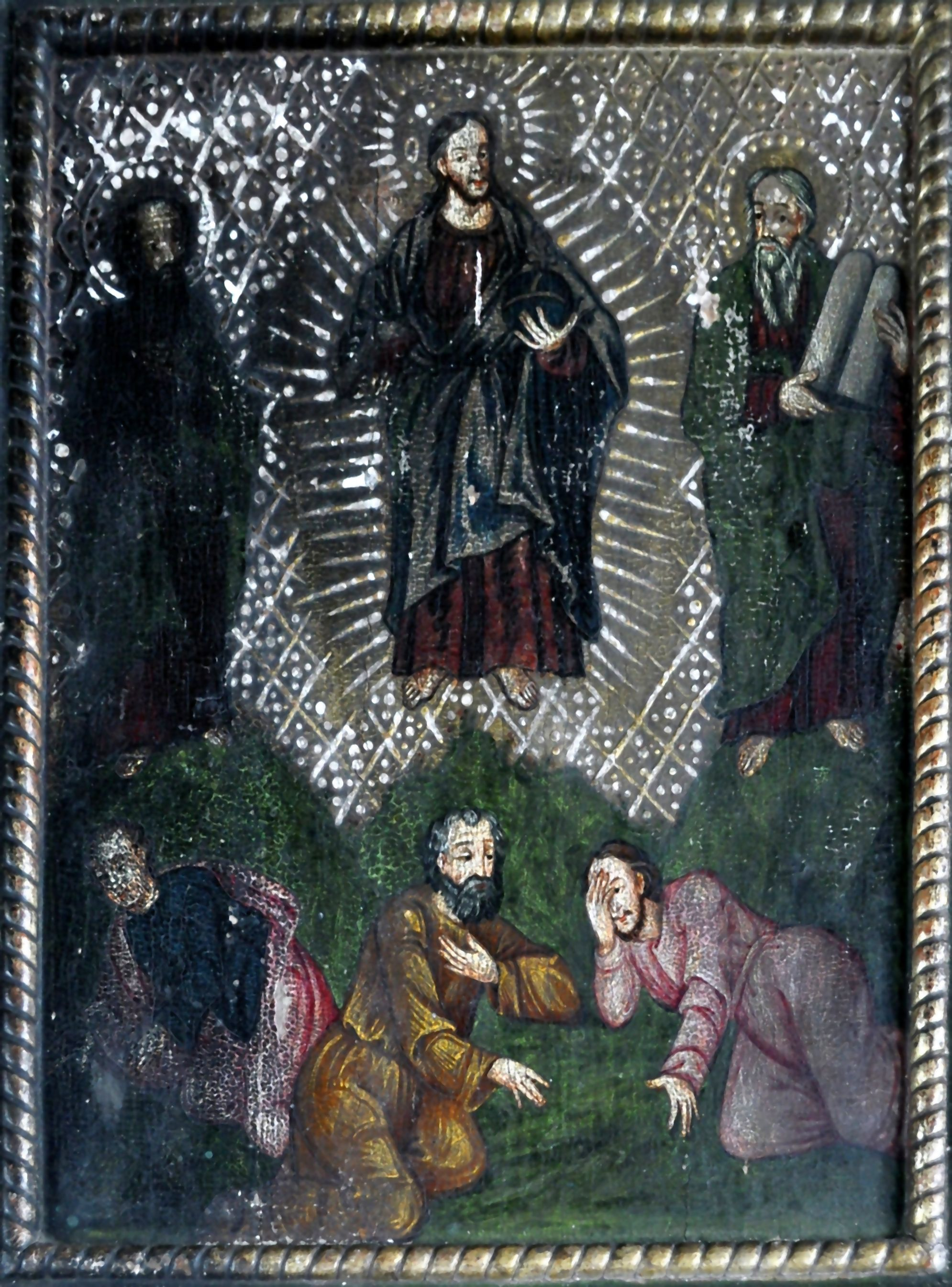
Schimbarea la Față, icoană pictată de Simion Silaghi zugravu în 1776 pentru biserica de lemn din Mănăstireni
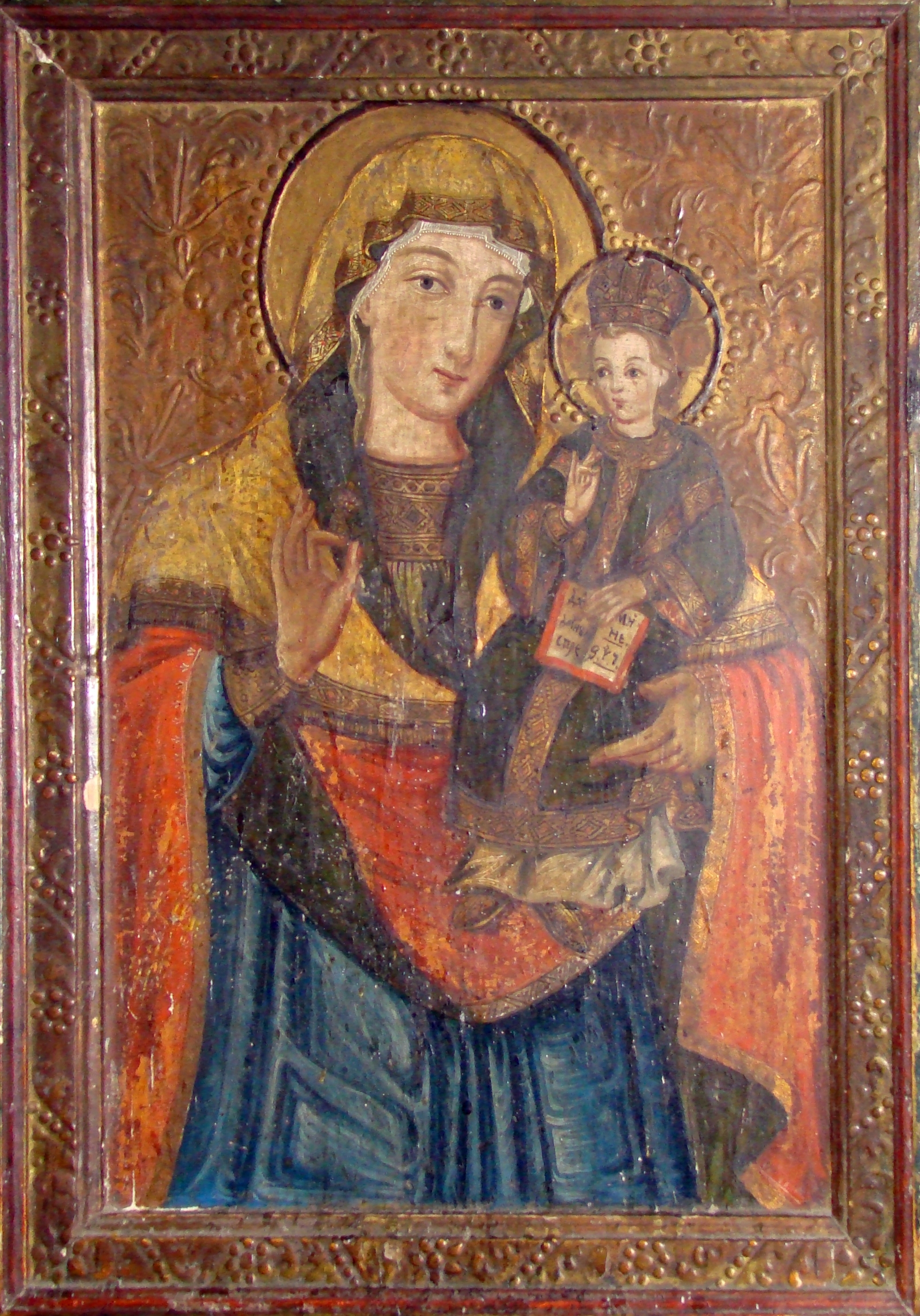
Maica Domnului cu Pruncul, icoană pictată de Simion Silaghi zugravu în 1790 pentru biserica de lemn din Goiești
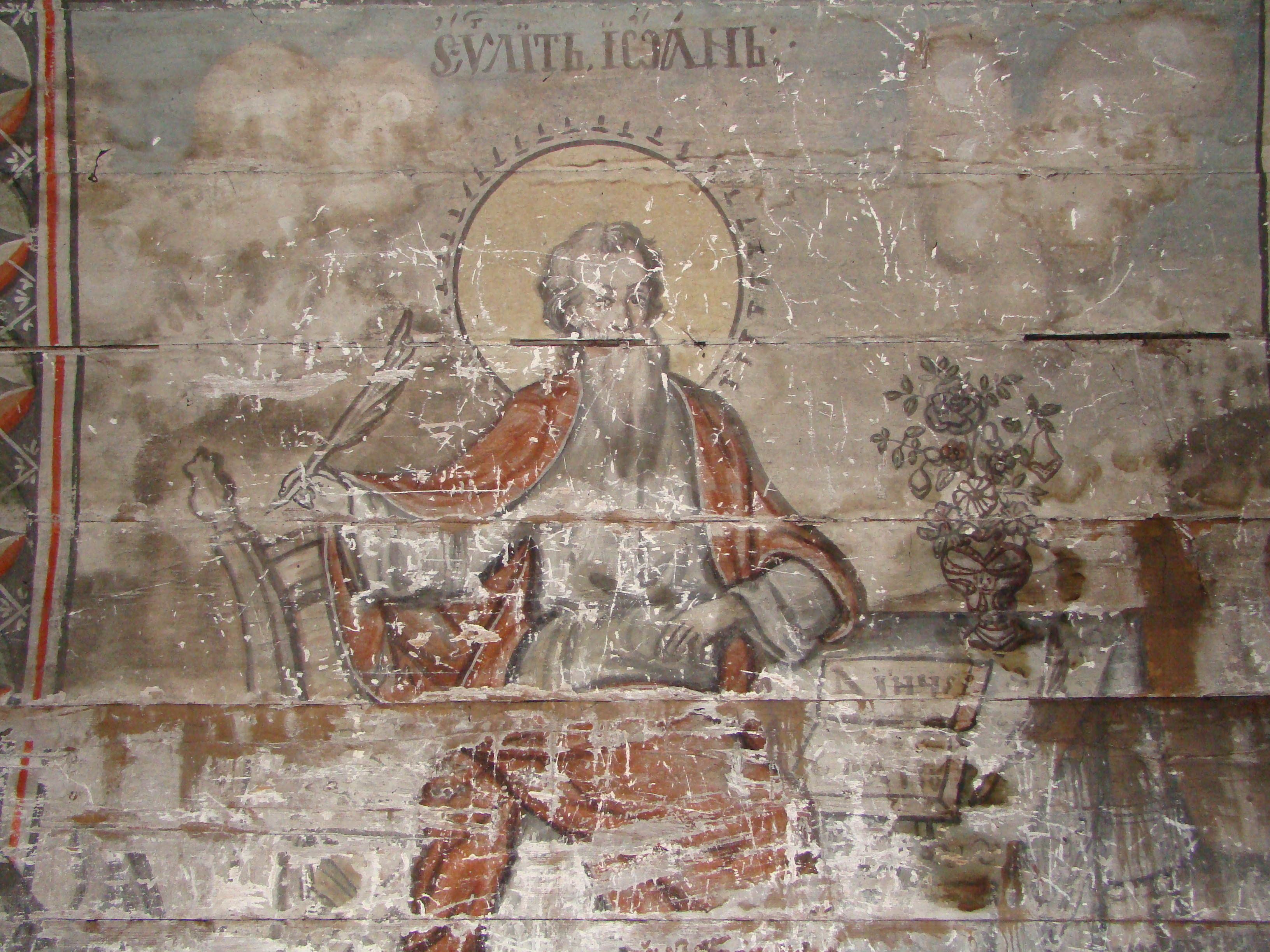
Biserica de lemn din Gârda de Sus: Sfântul Evanghelist Ioan
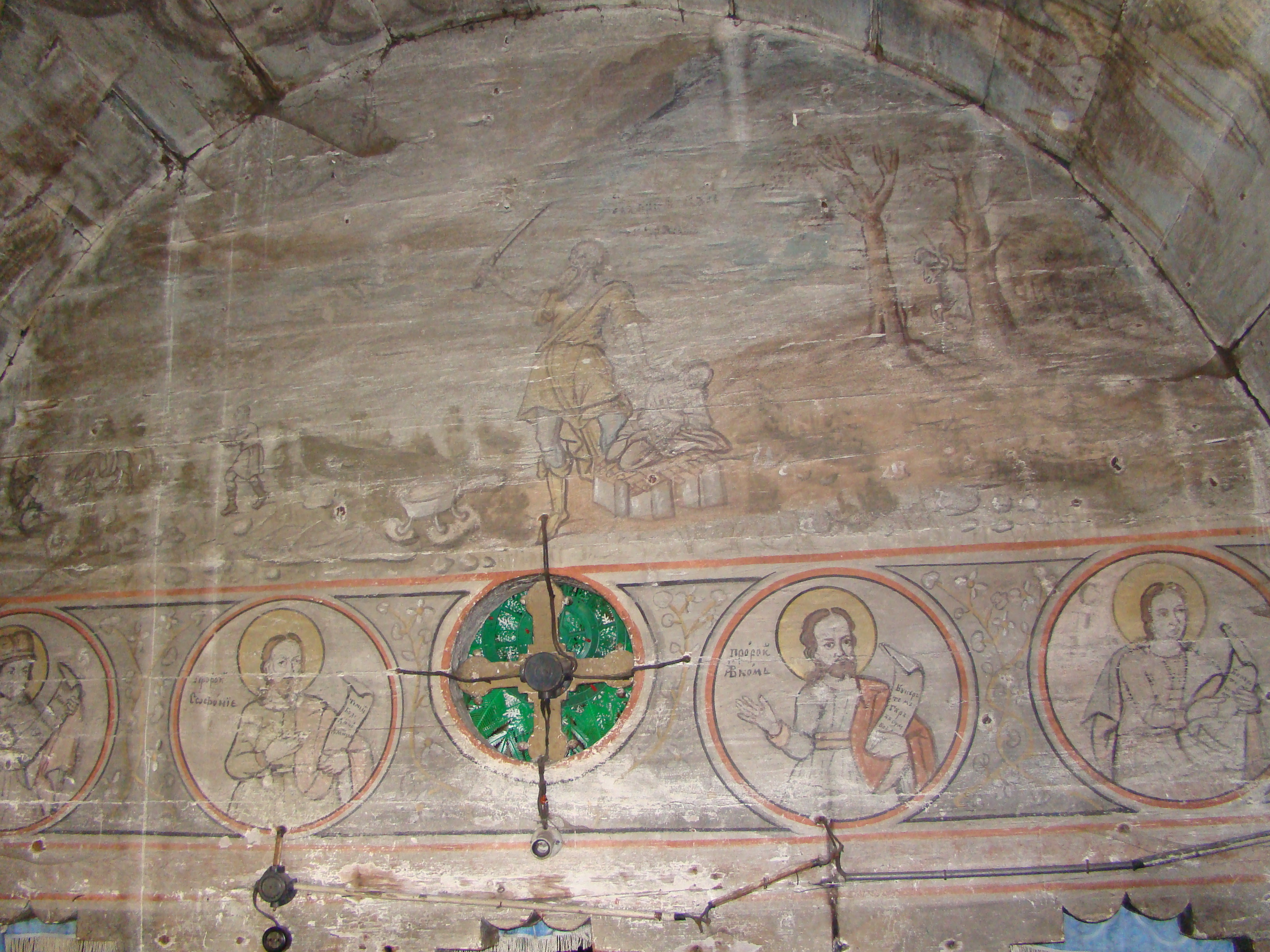
Biserica de lemn din Gârda de Sus: Jertfa lui Avraam și Sfinți prooroci
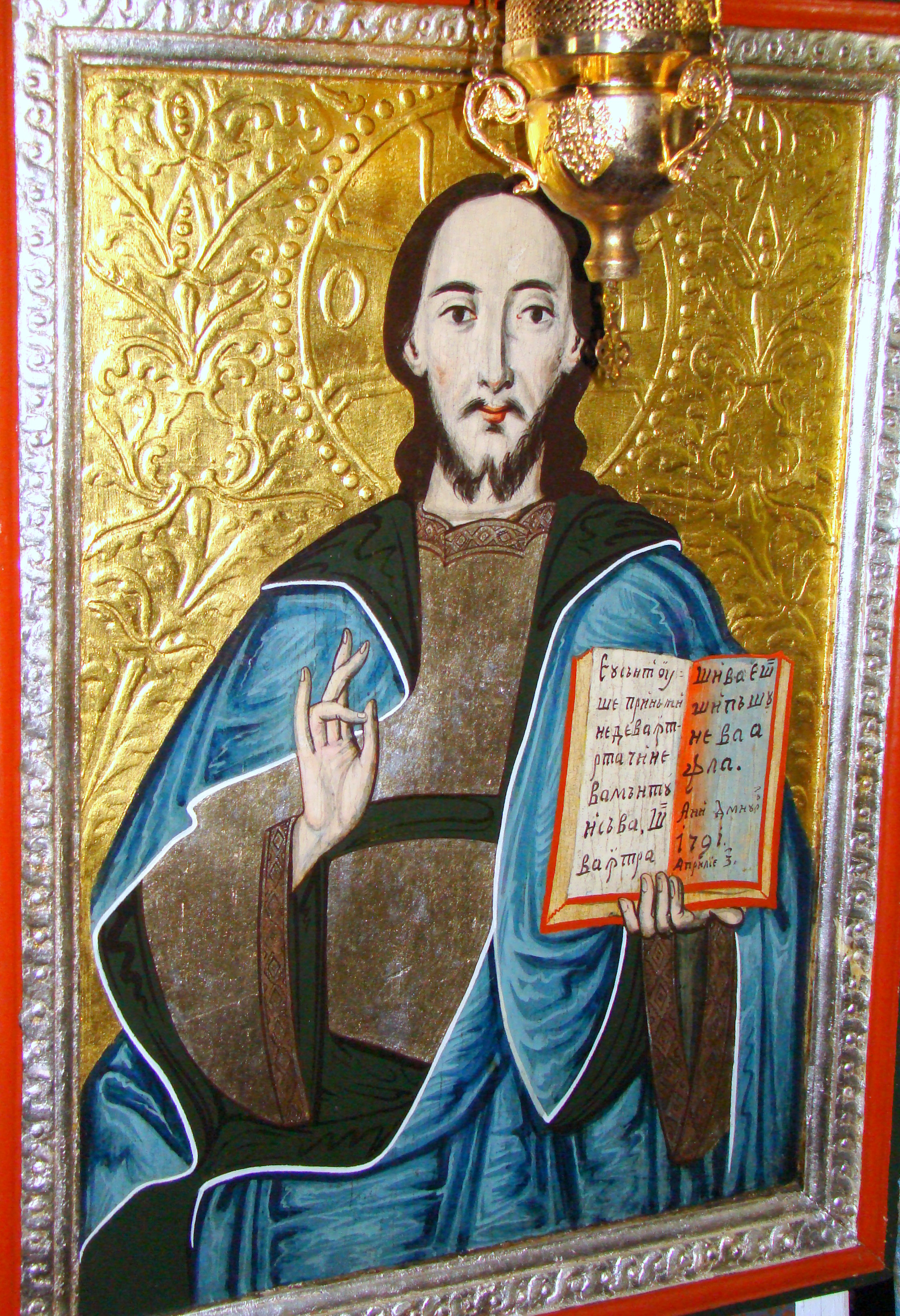
Deisis, icoană pictată de Simion Silaghi zugravu pentru biserica de lemn din Lăzești
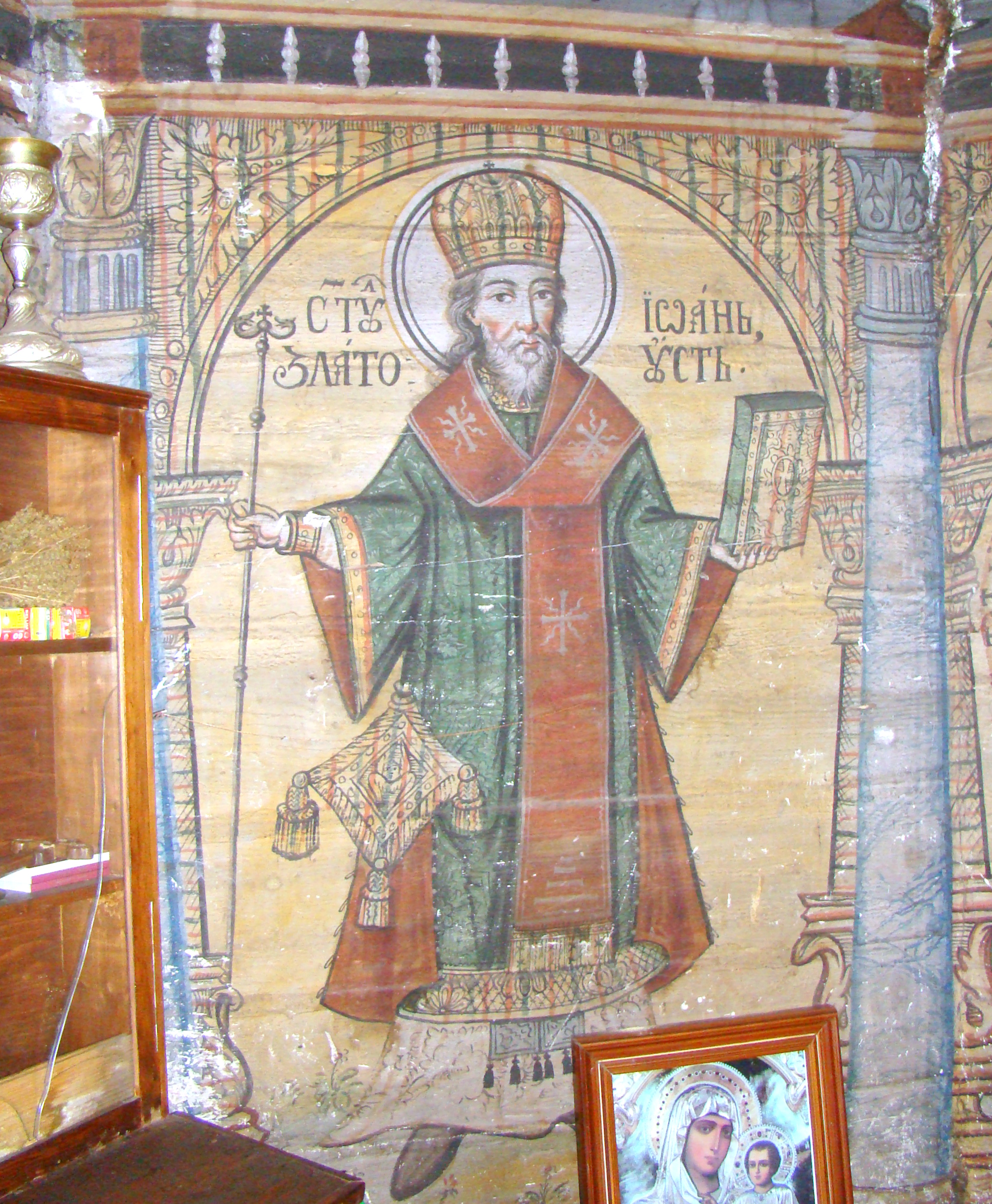
Biserica de lemn din Goiești: detaliu din pictura altarului
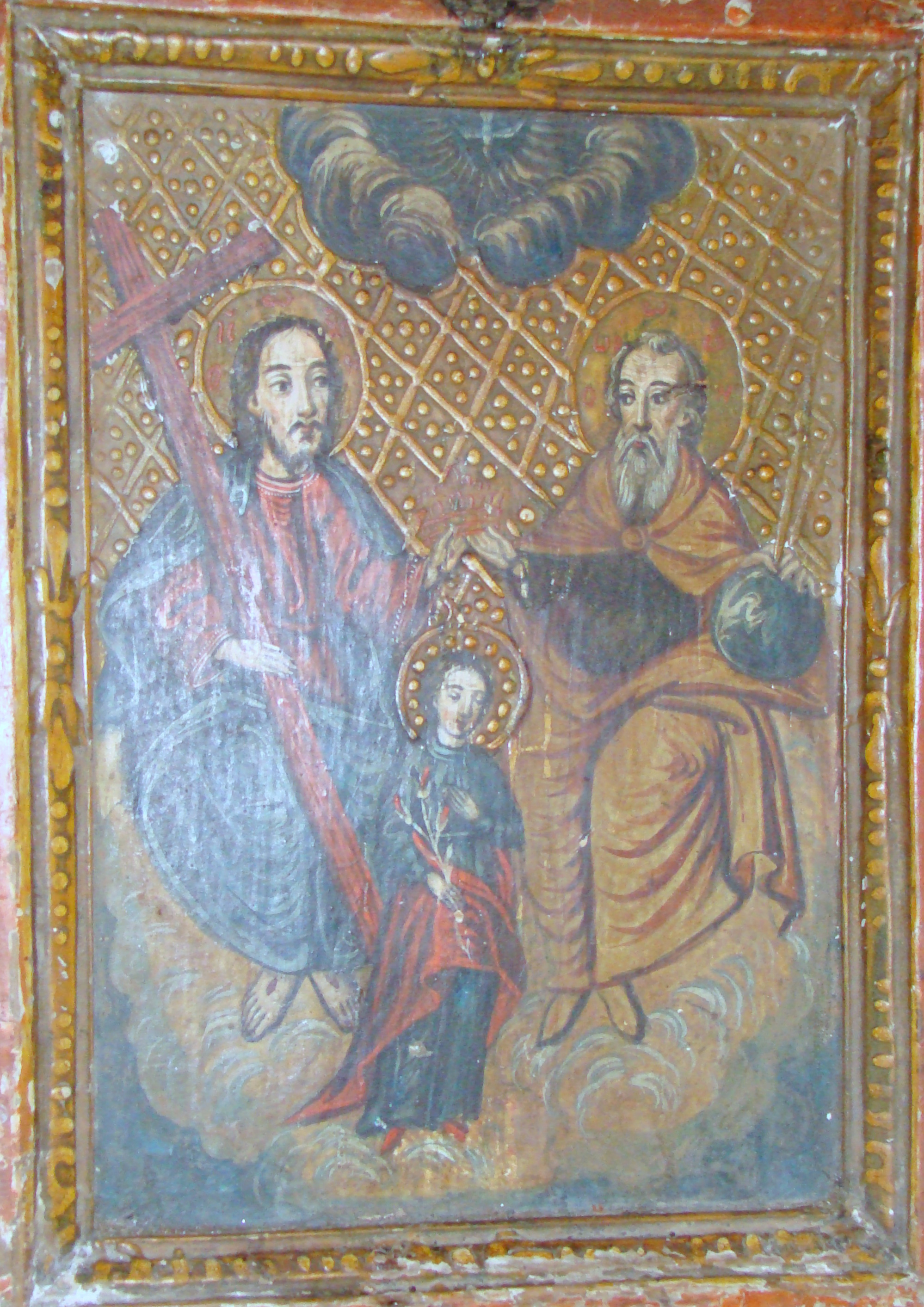
Încoronarea Fecioarei Maria, icoană pictată de Simion Silaghi zugravu pentru biserica de lemn din Lăzești
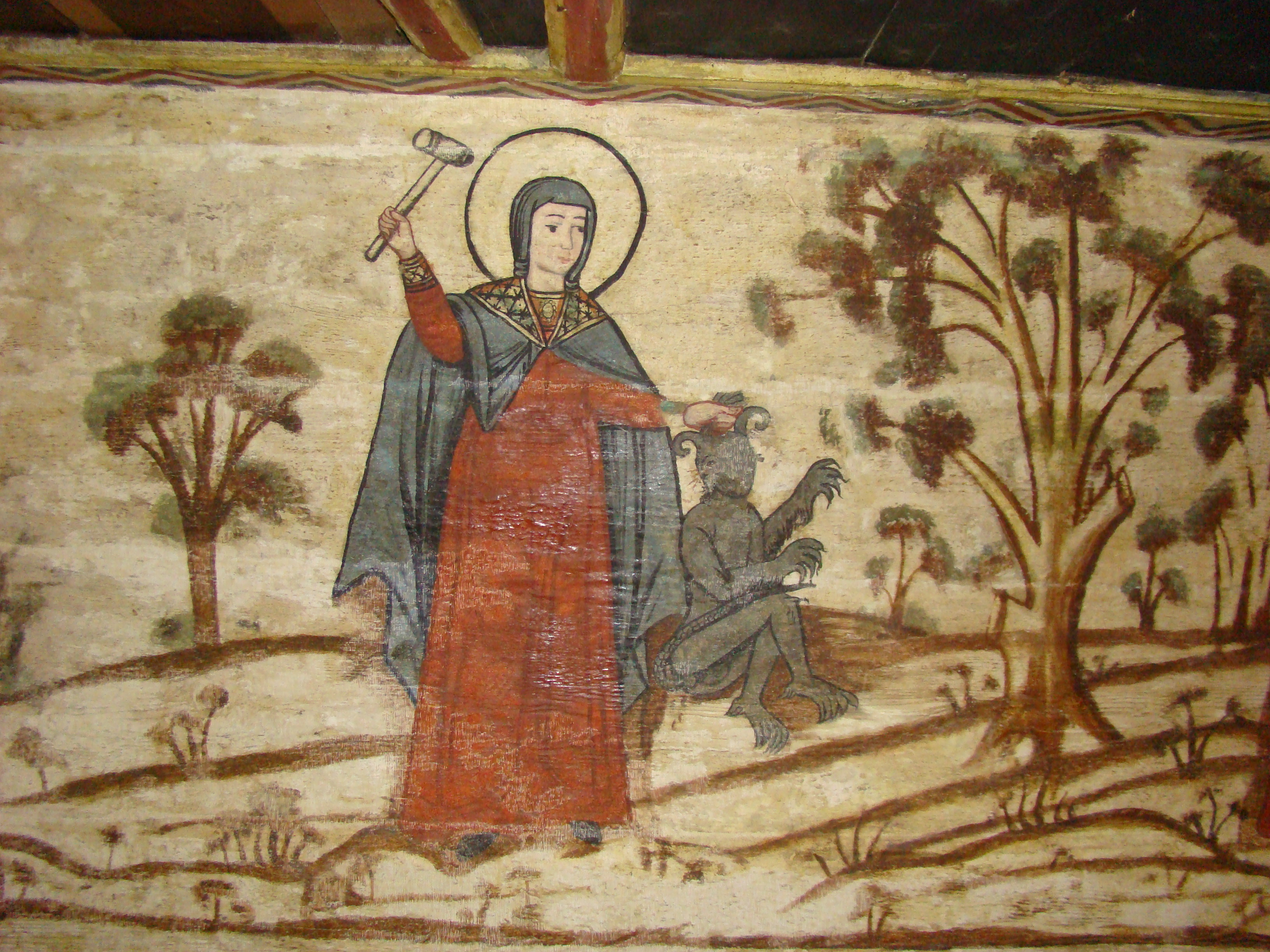
Biserica de lemn din Bica: Sfânta Mare Muceniță Marina
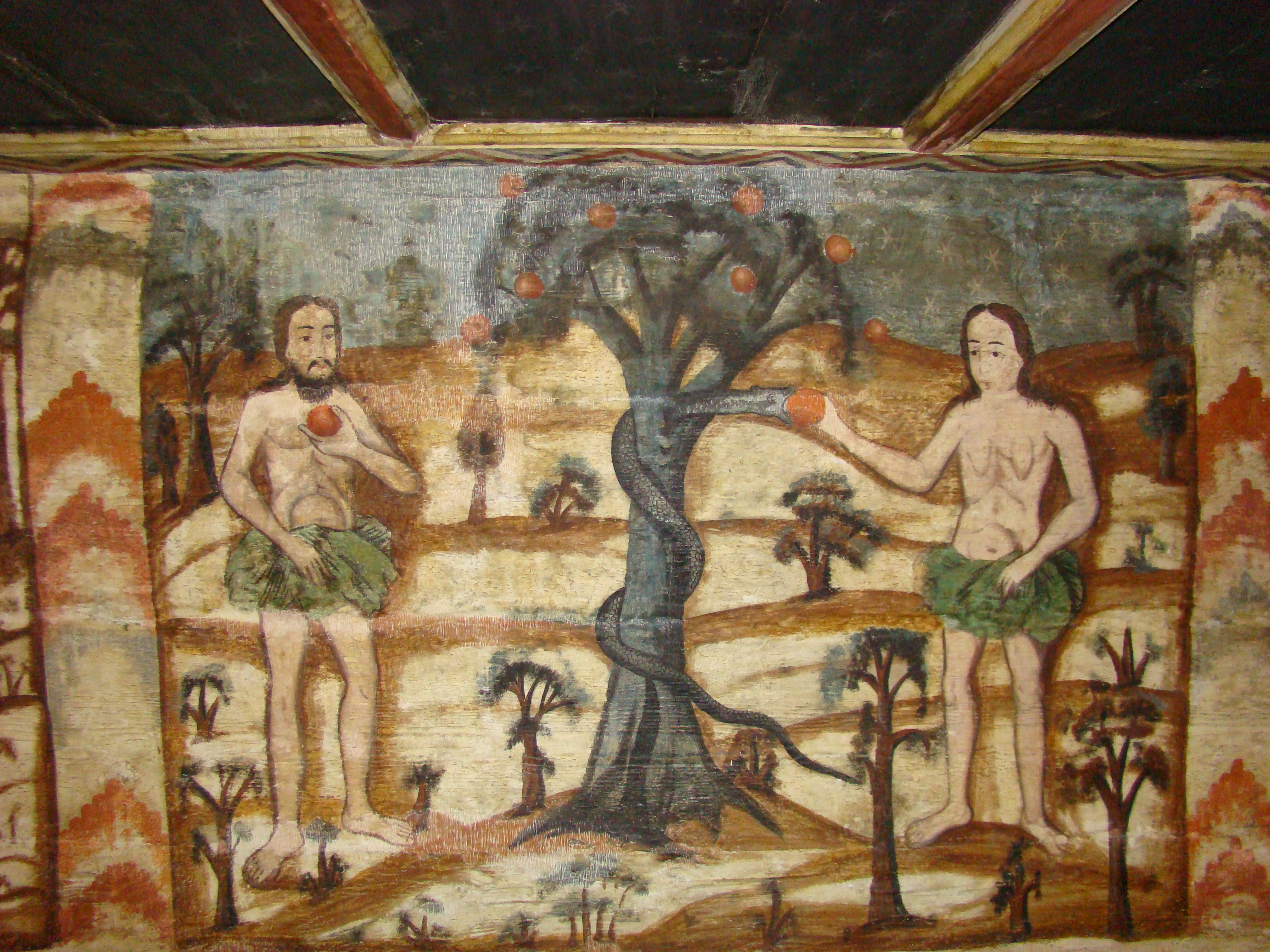
Biserica de lemn din Bica: scena păcatului originar
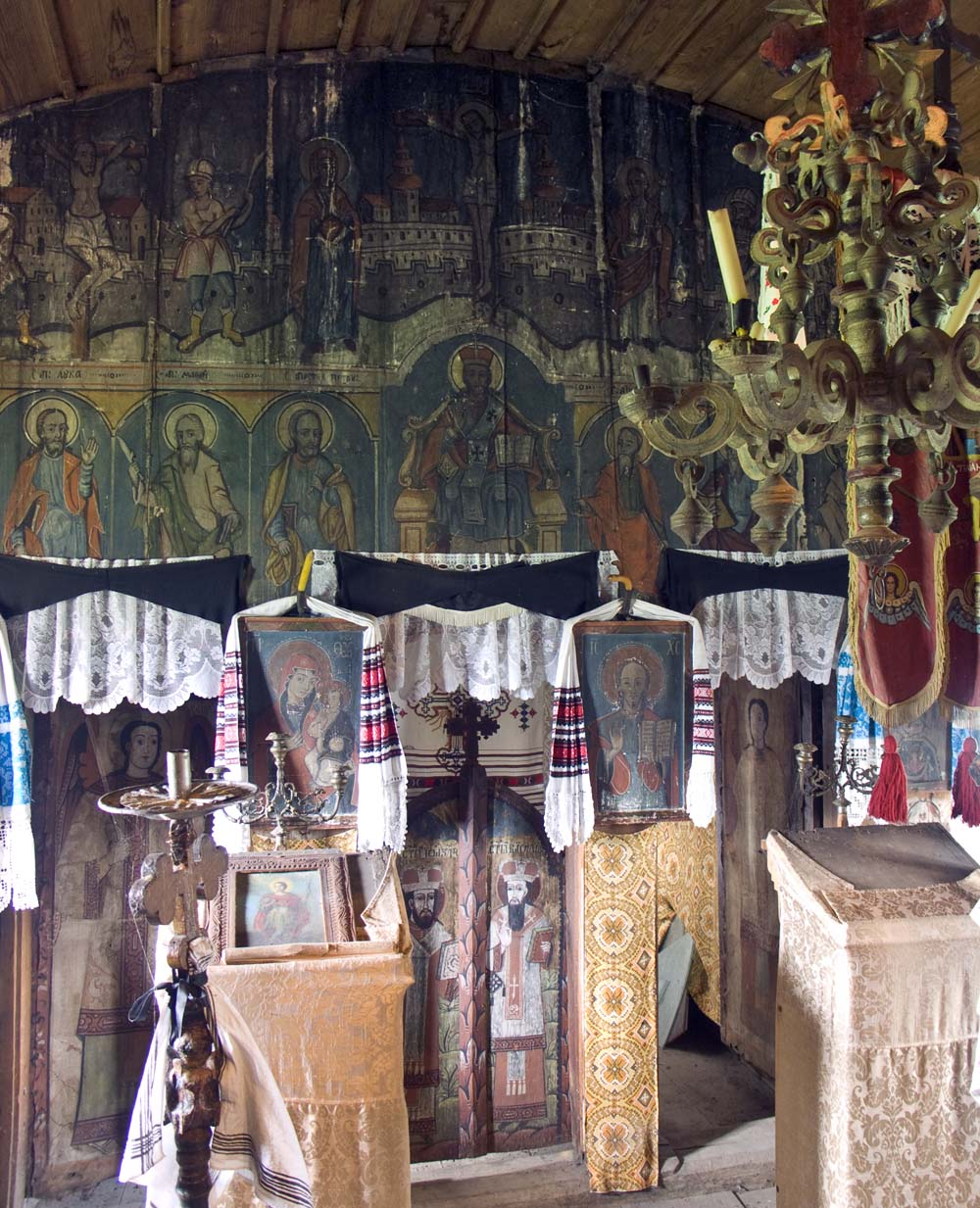
Biserica de lemn din Lazuri de Beiuș: Iconostasul (cca 1800)
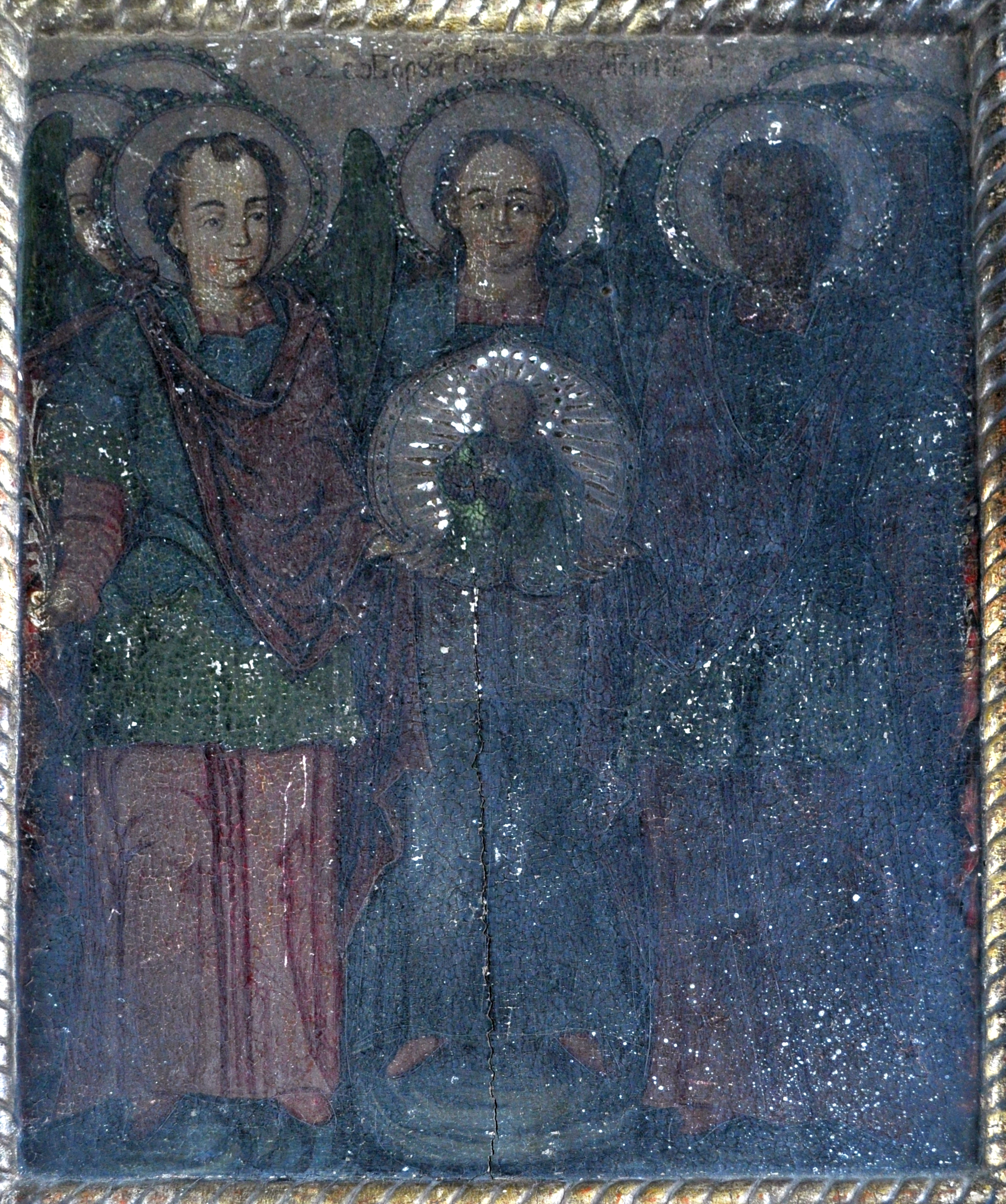
Soborul Sfinților Arhangheli, icoană pictată de Simion Silaghi zugravu în 1776 pentru biserica de lemn din Mănăstireni
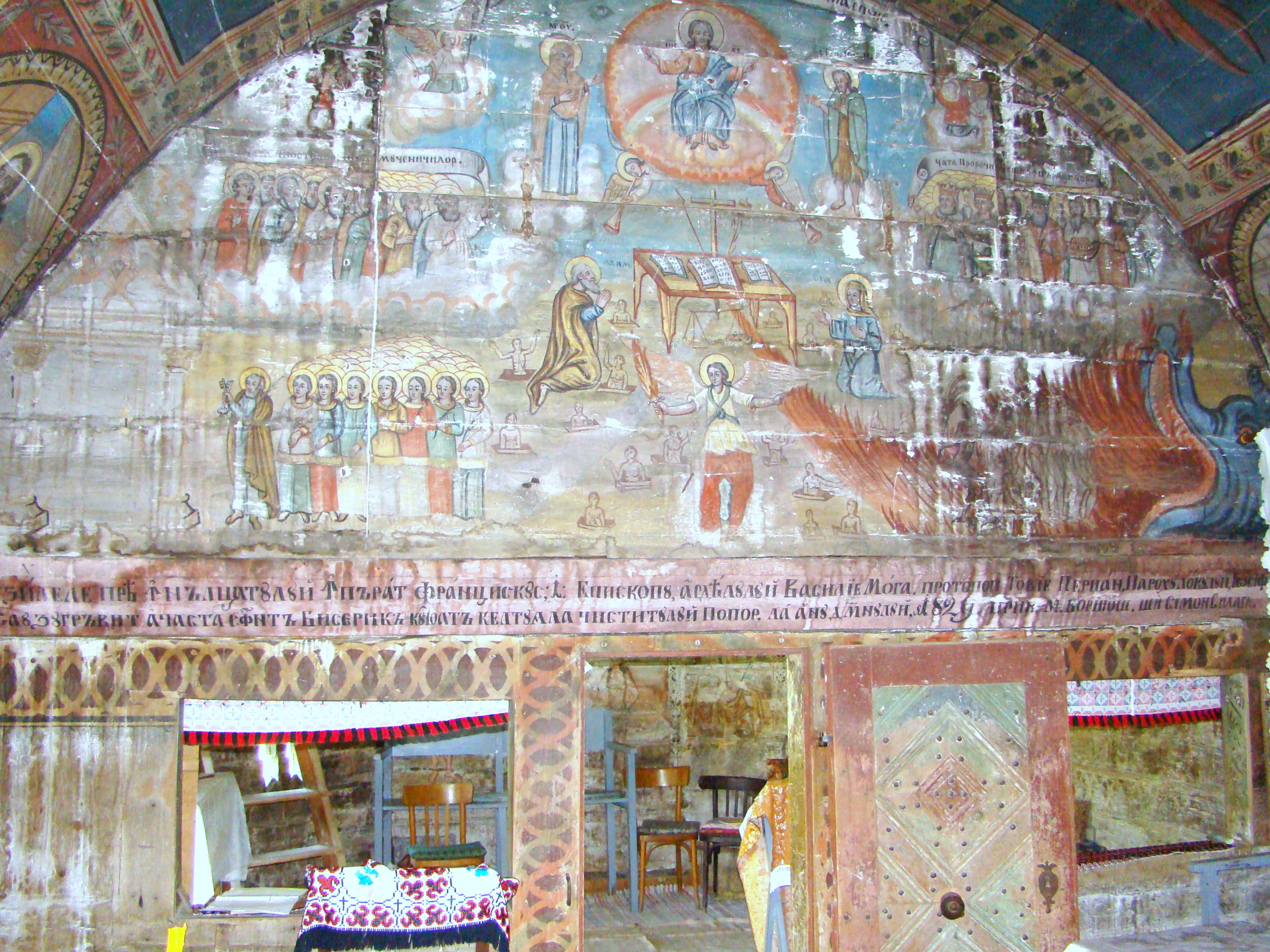
Timpanul de vest al naosului și pisania de la Birtin
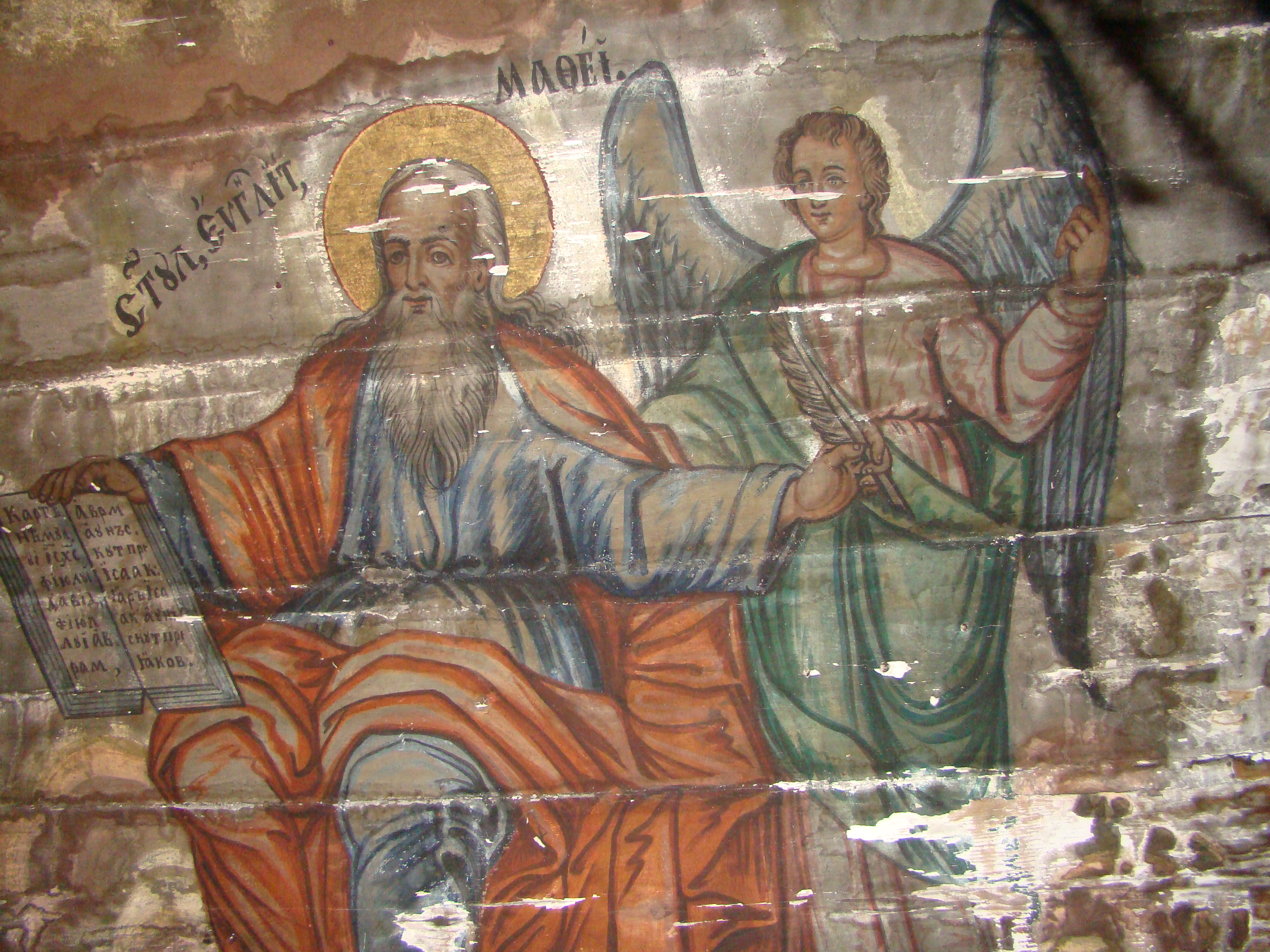
Biserica de lemn din Căraci: Sfântul Evanghelist Matei
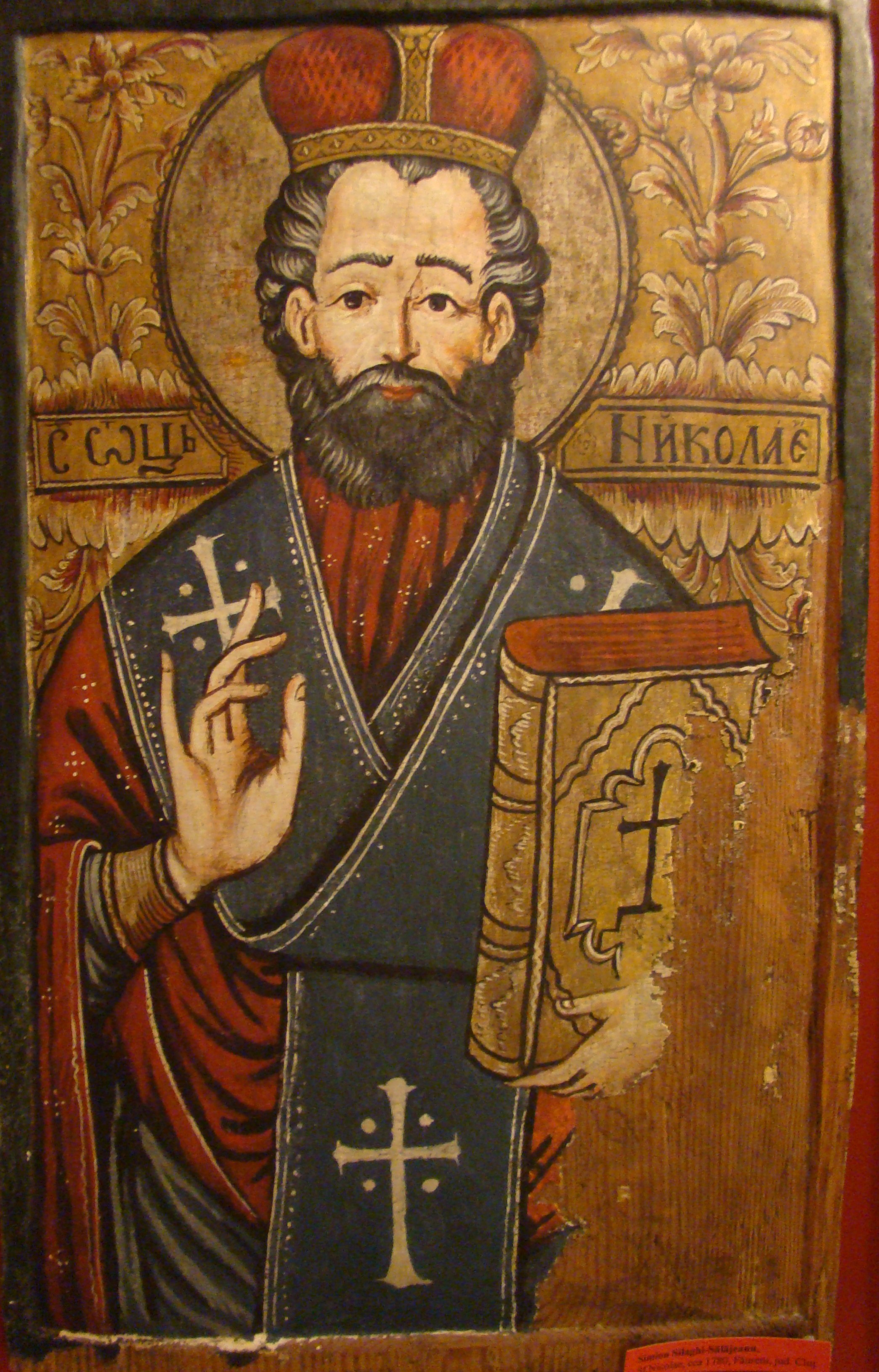
Sfântul Nicolae (cca 1780, pentru biserica din Făureni, Cluj)
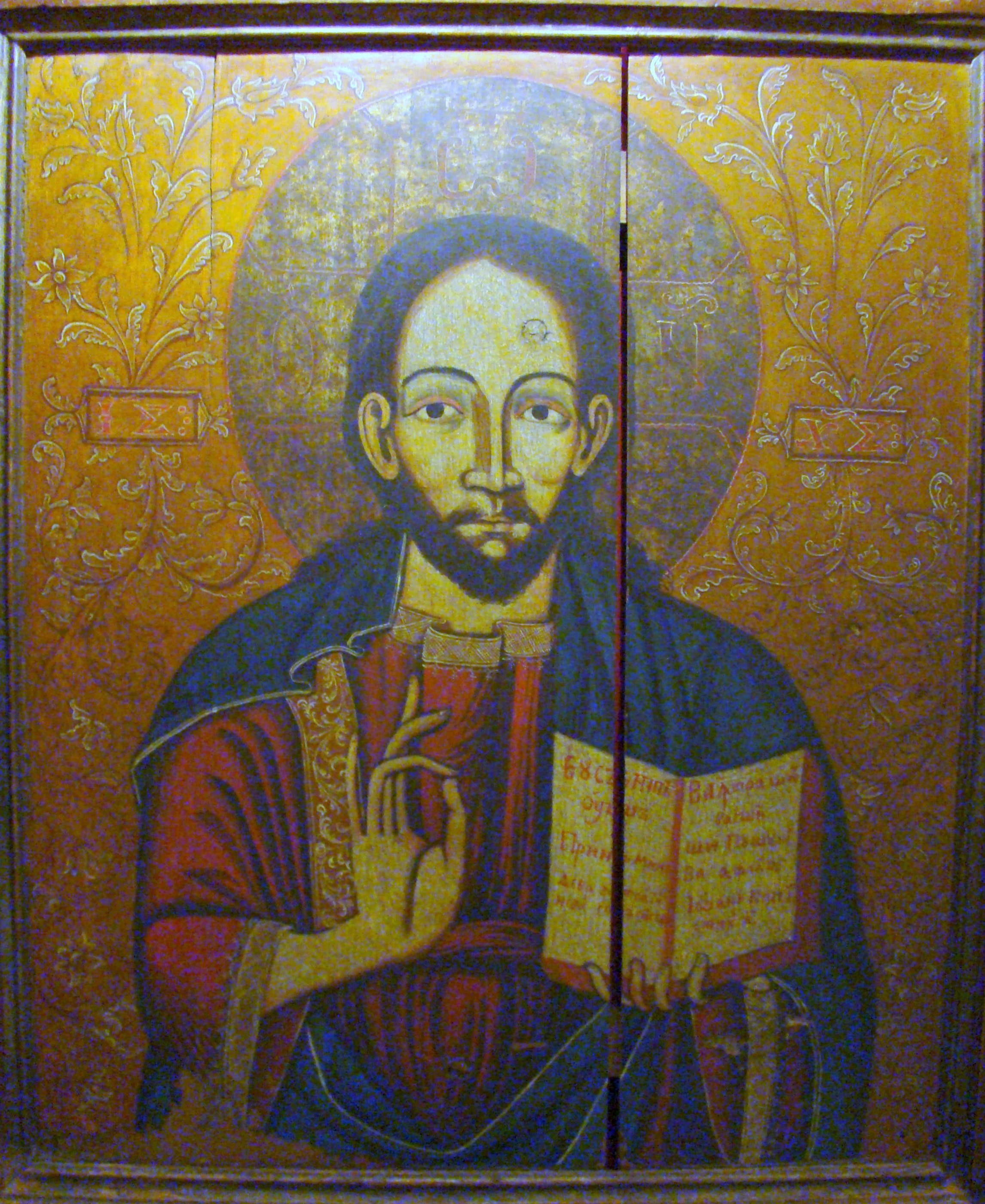
Iisus Pantocrator (cca 1780, pentru biserica din Hida, Sălaj)
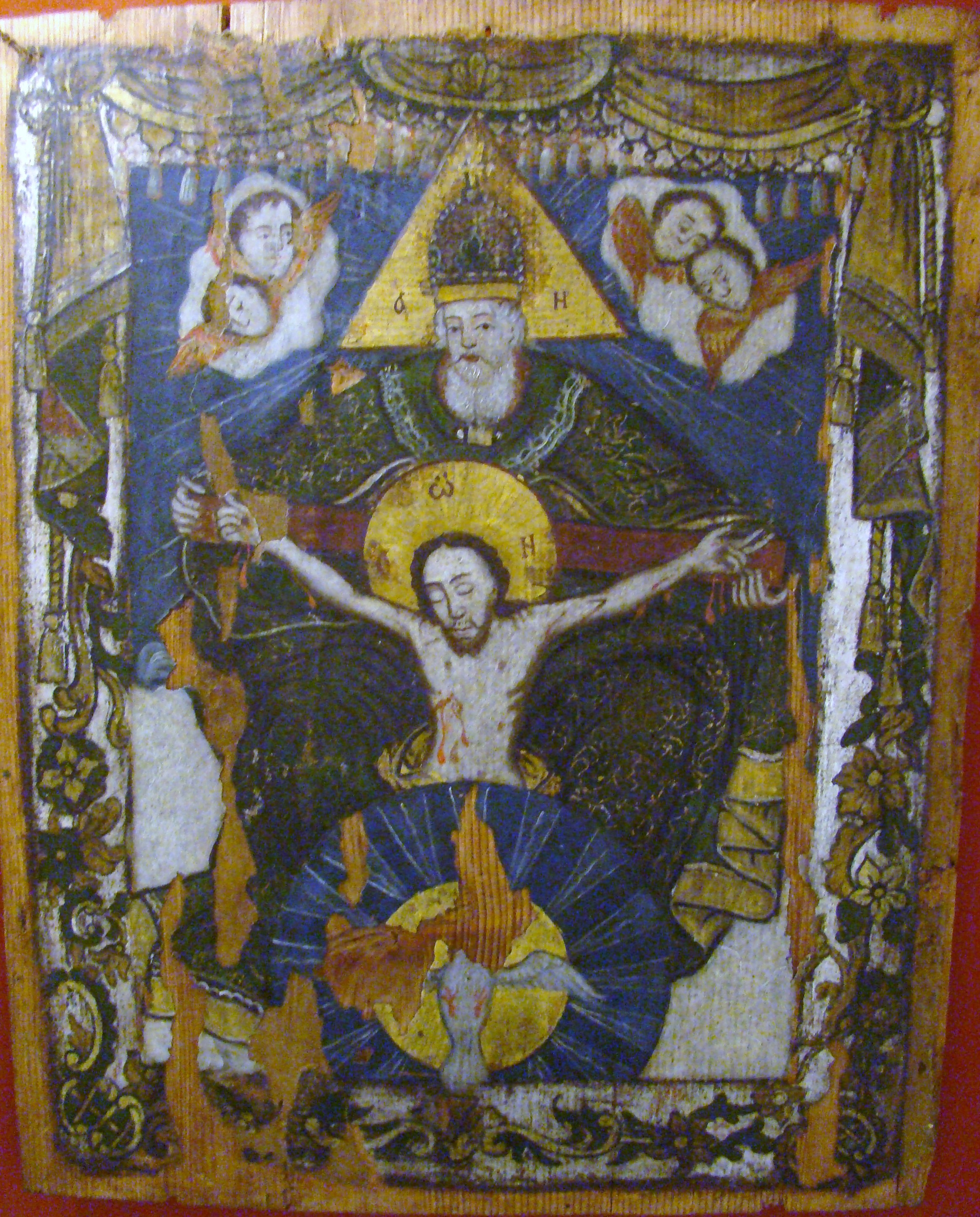
Tronul îndurării (motiv de inspirație apuseană)
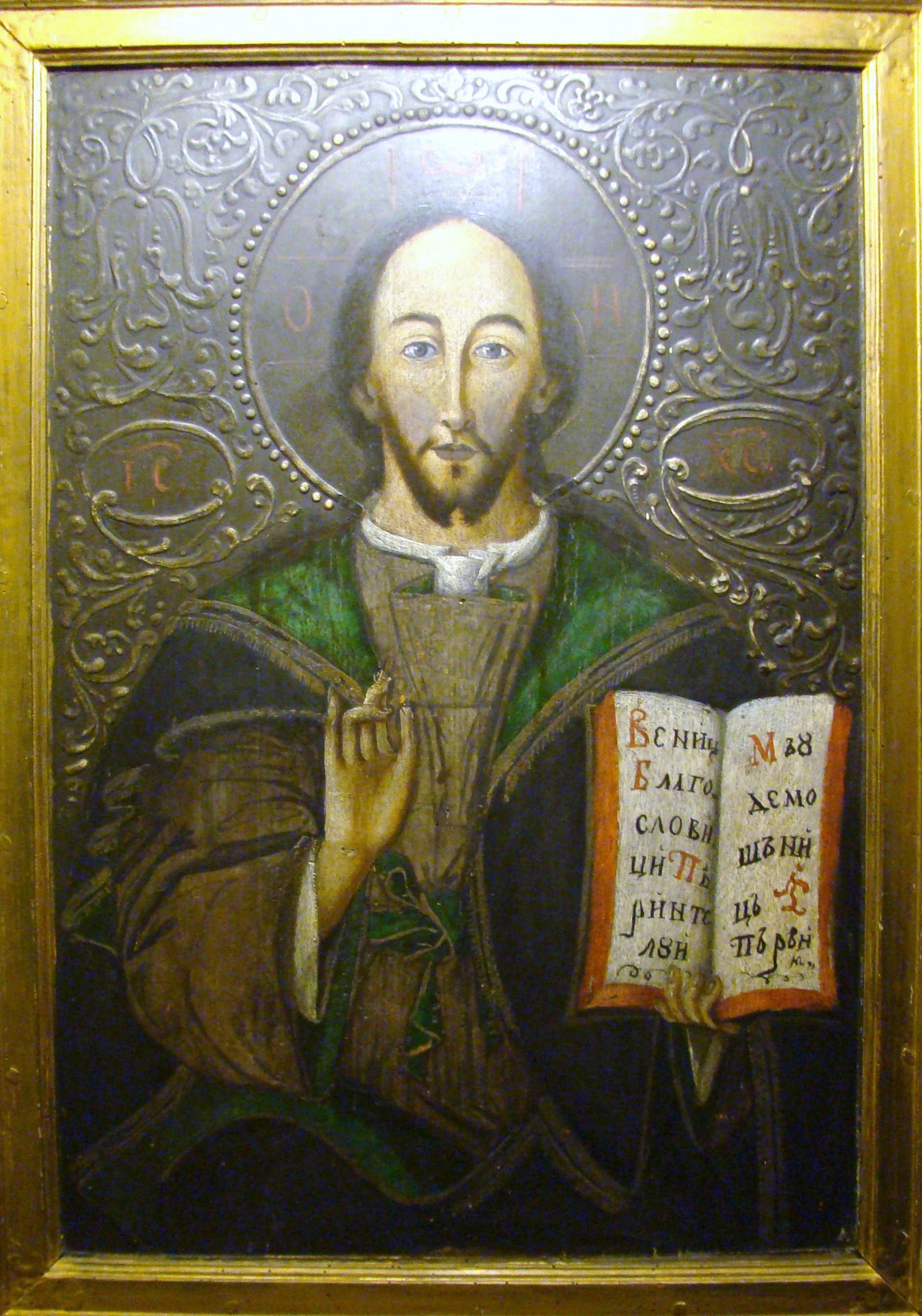
Iisus Pantocrator (cca 1790, pentru biserica din Someșeni, Cluj)
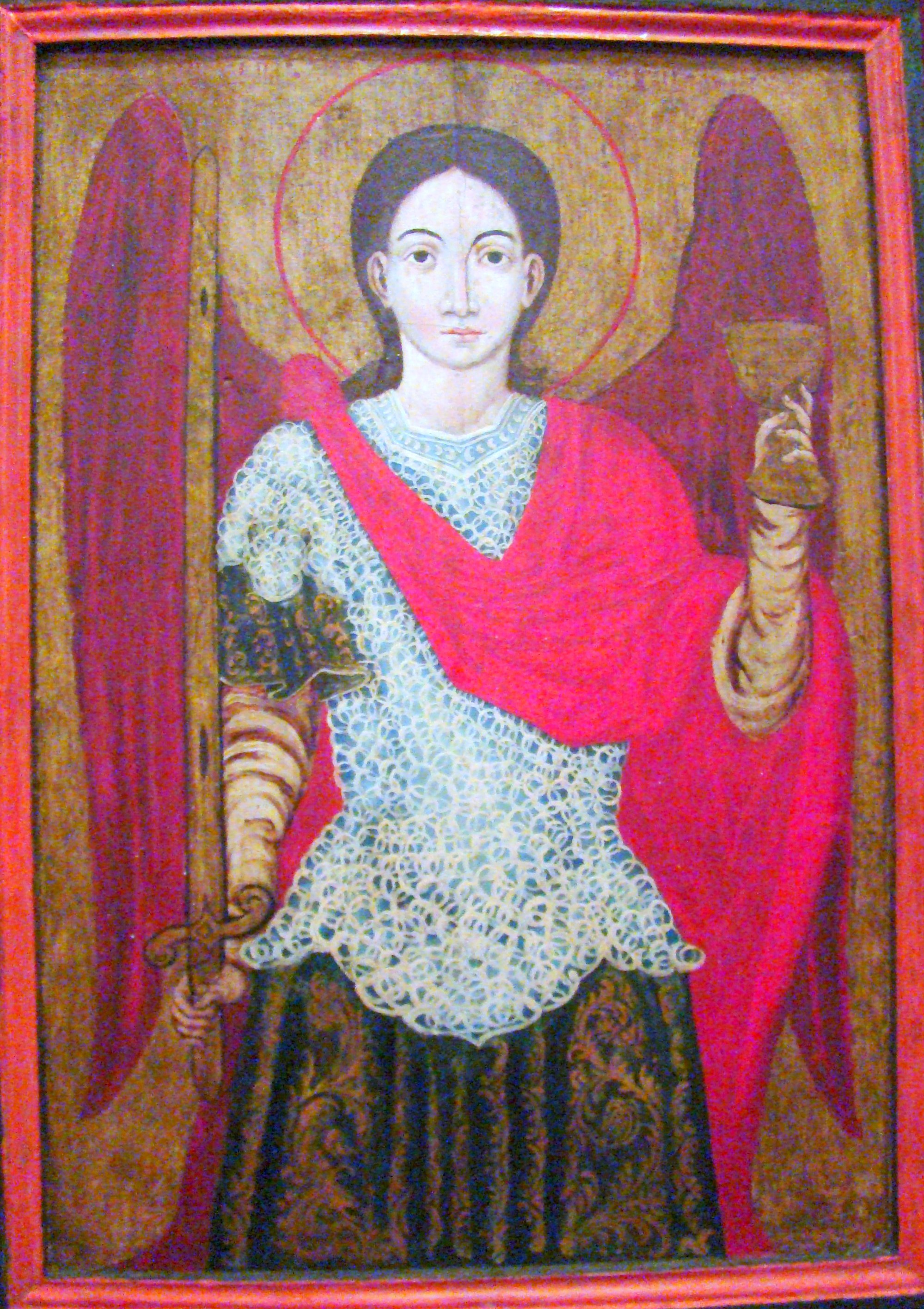
Arhanghelul Mihail (cca 1780)
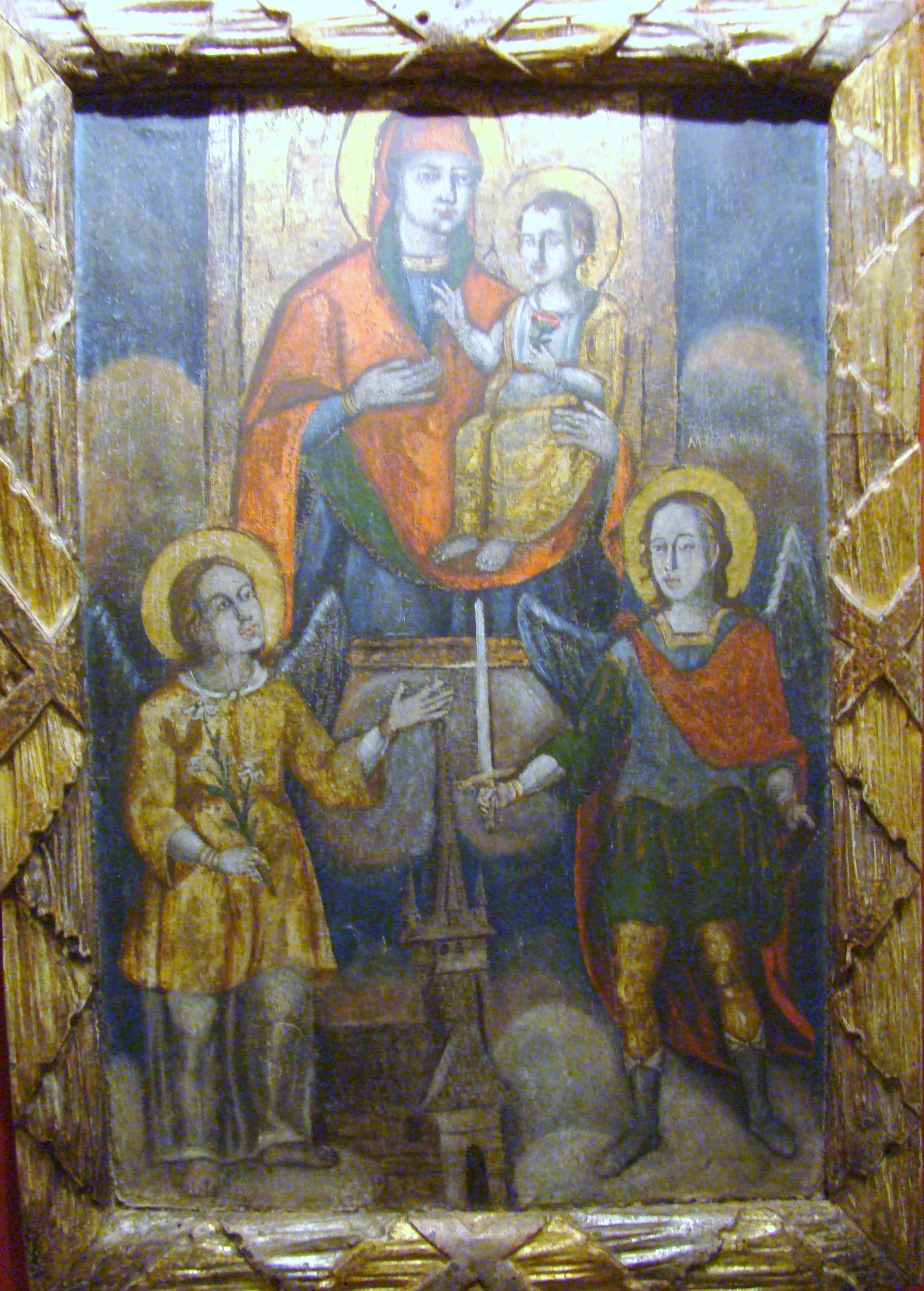
Maica Domnului cu Pruncul (1774, pentru biserica din Fodora, Cluj)
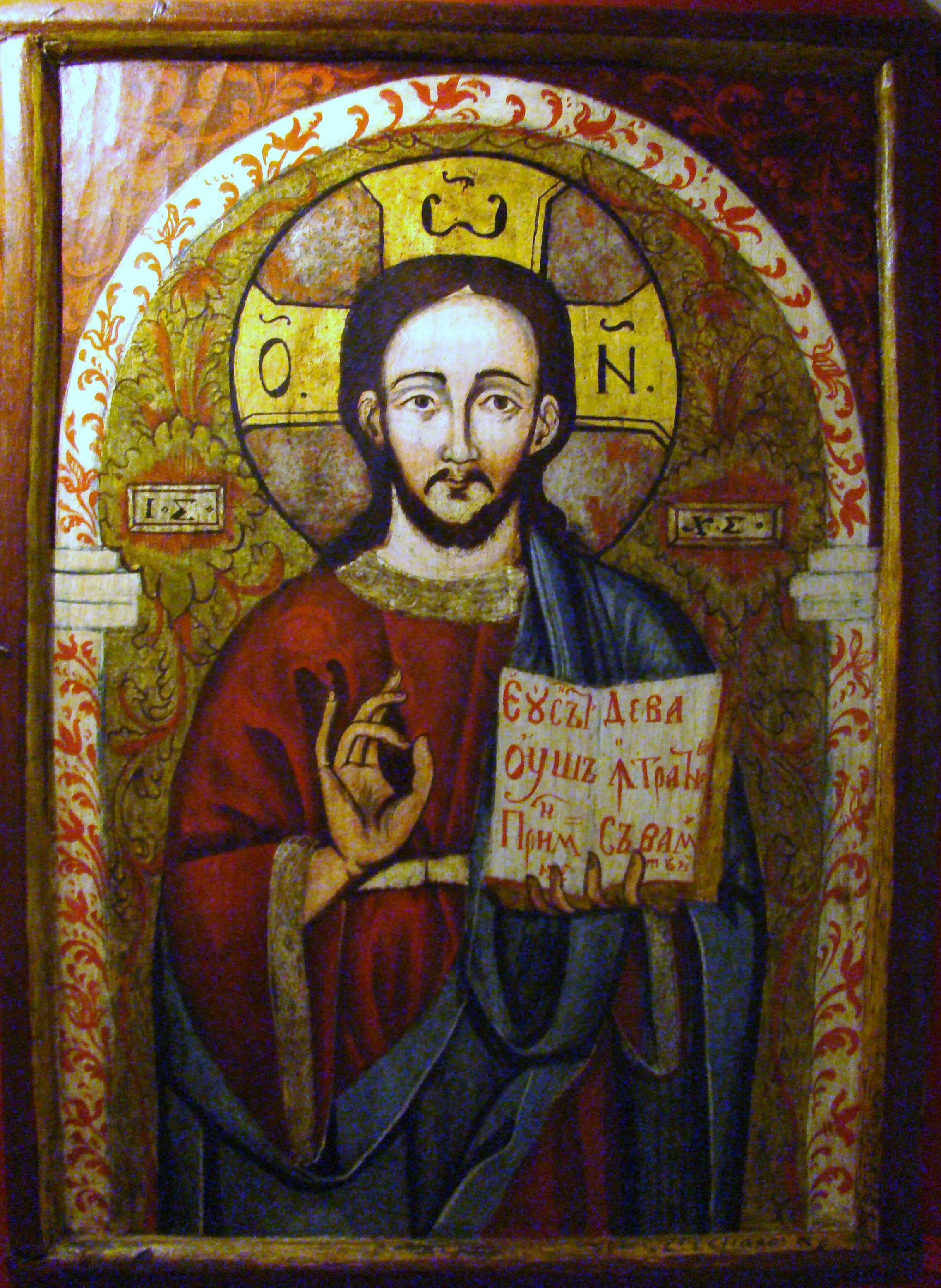
Iisus Pantocrator (cca 1780, pentru biserica din Dezmir, Cluj)